# Réactions internationales aux attentats du 13 novembre 2015 en France
L'ampleur des attentats du 13 novembre 2015 en France suscite de nombreuses réactions de gouvernements étrangers et d'organisations internationales.
Le retentissement des attentats de novembre est planétaire, tout comme pour les attentats de janvier 2015.

## Organisations internationales

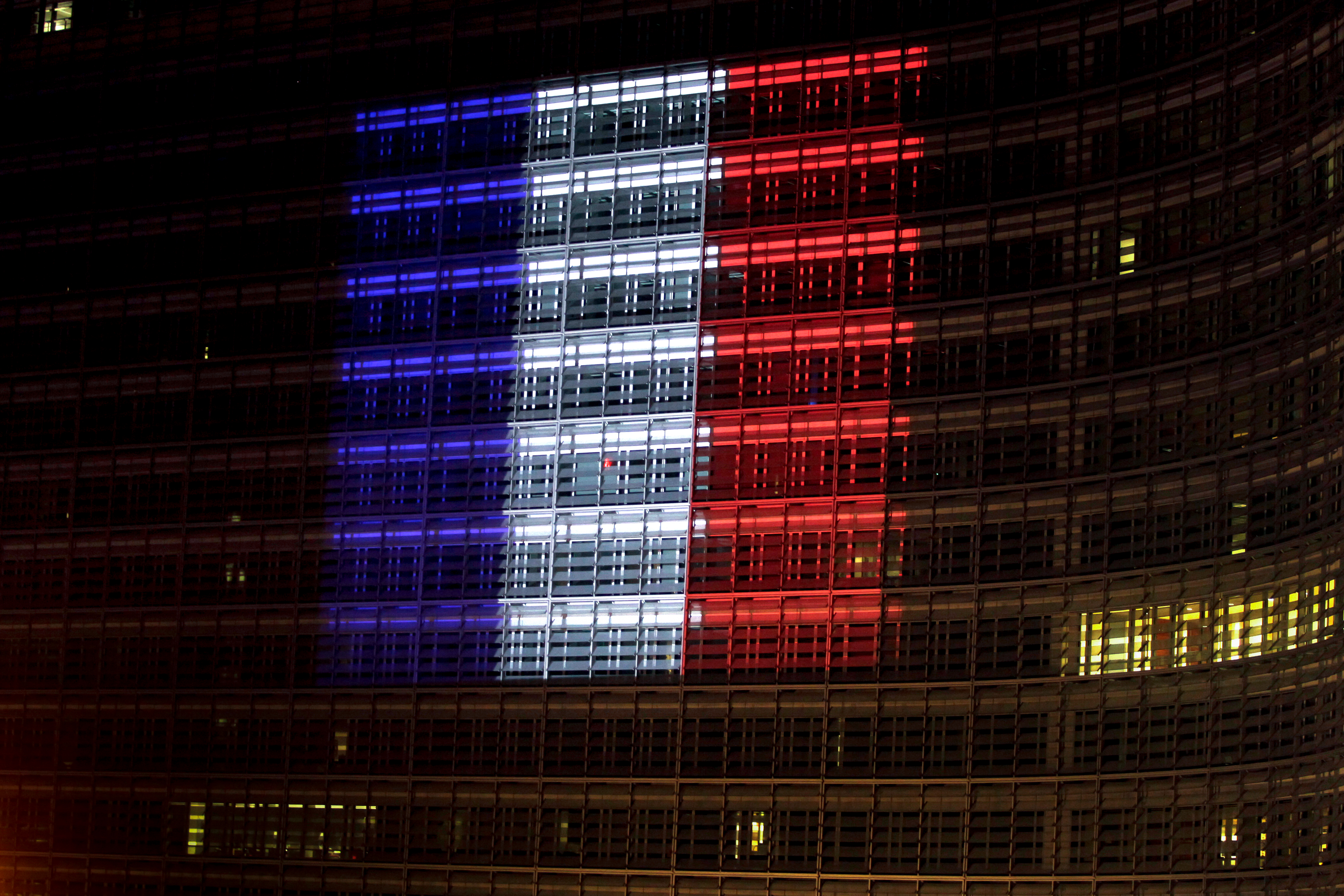
Le bâtiment Berlaymont de la Commission européenne illuminé aux couleurs tricolores

Dès le 13 novembre, le secrétaire général des Nations unies, Ban Ki-moon qui dénonce des « attaques misérables », et le Conseil de Sécurité de l'ONU condamnent les attentats de Paris.
Puis, à la suite des attentats de Paris mais aussi de Beyrouth et d'autres, le Conseil de sécurité de l'ONU adopte à l'unanimité le 20 novembre une résolution proposée par la France dans laquelle il appelle tous les États qui le peuvent à lutter contre l'État islamique (Daech).
Par cette résolution, le Conseil demande aux « États qui ont la capacité de le faire » de mettre un terme aux actes de terrorisme commis par Daech, Al-Nosra et Al-Qaïda et « d'éliminer le sanctuaire qu'ils ont créé ». Il invite les États à « intensifier leurs efforts pour endiguer le flux de combattants terroristes étrangers qui se rendent en Irak et en Syrie et empêcher et éliminer le financement du terrorisme ».
Jean-Claude Juncker, président de la Commission européenne, a fait part de son émotion. Donald Tusk, le président du Conseil européen, envoie une lettre à François Hollande : « Debout dans la solidarité, l’Union européenne aidera. Nous nous assurerons que le tragique acte honteux de terrorisme contre Paris échoue dans son objectif : diviser, pour effrayer, et saper la liberté, l’égalité et la fraternité, les valeurs qui font de la France une grande nation. »
Une réunion des ministres de l'Intérieur de l'Union européenne est convoquée à Bruxelles le 20 novembre à l'initiative de la France. Les décisions suivantes y sont proposées et devraient être approuvées le même jour par le Conseil de l'UE : instauration urgente, dans le transport aérien, d'un fichier européen des données des dossiers passagers ; renforcement considérable des contrôles aux frontières extérieures de l’Union européenne, proposition de révision ciblée de l’article 7 de l'accord de Schengen pour permettre le contrôle des ressortissants européens aux frontières de l'Union européenne ; durcissement du contrôle des armes à feu.
Le secrétaire général de l'OTAN, Jens Stoltenberg, déclare sur le site officiel de l'OTAN être choqué par la situation et déclare que ses pensées vont vers les familles des victimes et le peuple français et que le terrorisme ne battra jamais la démocratie. Sur Twitter, Nkosazana Dlamini-Zuma, présidente de la commission de l'Union africaine, a déclaré : « L’Union africaine (UA) condamne dans les termes les plus forts ces actes ignobles et barbares. Les auteurs doivent être appréhendés et traduits le plus tôt possible devant la justice. ».
Le Comité international olympique déclare également : « Ce n’est pas seulement une attaque contre le peuple de France et contre Paris, c’est une attaque contre l’humanité et contre toutes les valeurs humaines et olympiques. Nous nous tenons unis, côte à côte avec les peuples du monde entier. Nos pensées vont naturellement aux familles et amis des malheureuses victimes tuées ou blessées dans ces terribles attentats. », par la voix de son président Thomas Bach, cité dans un communiqué.

## Réactions en Europe
- Albanie - Le Premier ministre albanais Edi Rama s'est exprimé sur Twitter en disant penser que « c'est une vraie guerre ! Soutien total de l'Albanie à la France et à son gouvernement en ces moments d'horreur et de deuil. ». Le ministre des Affaires étrangères, Ditmir Bushati, dit sur les réseaux sociaux être « profondément choqué par les horribles attaques à Paris ! Mes pensées et prières vont aux familles des victimes. ».
- Allemagne - La chancelière allemande Angela Merkel se dit « profondément choquée », elle qualifie les attaques de terroristes[9]. Le ministre de l'Intérieur Thomas de Maizière a proposé l'aide des forces spéciales allemandes.
- Andorre - Le gouvernement d'Andorre et le Conseil général « condamnent les attentats survenus à Paris et montrent leur solidarité avec le peuple français »[10]. Le premier annonce également, sur Facebook, l'organisation d'un rassemblement de solidarité avec la France pour le dimanche 15 novembre à la plaça Lídia Armengol Vila à Andorre-la-Vieille.
- Autriche - Le président autrichien Heinz Fischer a déclaré qu'« il est inimaginable et incompréhensible que l'on puisse faire preuve d'une telle brutalité, cruauté et inhumanité. »[11].
- Belgique - Le Palais Royal a exprimé sur Twitter la solidarité de la Belgique avec le peuple français et les proches des victimes de ces « actes odieux »[12]. Le gouvernement belge a décidé dans la nuit du 13 au 14 novembre d’instaurer le contrôle de la frontière française, des aéroports et des chemins de fer[13].
- Bulgarie - C'est dans une lettre à François Hollande que le président bulgare, Rossen Plevneliev, a déclaré : « La nouvelle des attaques terroristes […] m'a profondément choqué et me fait horreur. […] En ce moment très difficile pour la République française, je tiens à vous assurer de l'engagement et de la solidarité du peuple bulgare. »[14].
- Espagne - Le roi Philippe VI exprime par un double tweet l'horreur et la consternation du peuple espagnol face aux attentats de Paris et sa solidarité avec la France, pour la liberté et contre le terrorisme (« por la libertad y contra el terrorismo »). Le Premier ministre Mariano Rajoy a transmis ses condoléances à son homologue français Manuel Valls[15]. Le consulat d'Espagne à Paris a mis en place un numéro d'urgence pour ses ressortissants[15].
- Estonie - Le Premier ministre estonien Taavi Rõivas s'est exprimé sur Twitter en français, affirmant que l'« Estonie condamne ces attaques odieuses et soutient fermement le peuple français. Le terrorisme n'a aucune place dans notre monde. ».
- Finlande - Le Premier ministre finlandais Juha Sipilä a commenté les événements sur Twitter : « nous sommes tous choqués par les attaques à Paris. Les présidents des partis au pouvoir se sont parlé au téléphone. Le gouvernement est prêt à se rassembler. ». Le ministre des Finances Alexander Stubb s'est exprimé à plusieurs reprises, également sur Twitter, dont une fois brièvement en français en disant : « La France, nous sommes tous avec vous. ».
- Gibraltar - Le ministre en chef gibraltarien Fabian Picardo s'est exprimé plusieurs fois sur Twitter, dont en français en disant : « Ce soir nous sommes tous français. Ce soir nous sommes tous Parisiens. Vive La France ! » Il a également écrit une lettre officielle de condoléances aux autorités françaises, et s'est mis d'accord avec son principal rival pour suspendre leur campagne électorale pour les élections législatives du 26 novembre au 16 décembre.
- Grèce - Le Premier ministre Alexis Tsipras a fait part sur Twitter : « Les Grecs sont aux côtés des Français ».
- Hongrie - Le Premier ministre hongrois Viktor Orbán s'exprime dès le lendemain des attentats sur la chaîne M1 et déclare : « Il est difficile de trouver les mots, le plus important est d'exprimer notre empathie et notre solidarité au peuple français et au président de la République française. ». Il déclare dans la foulée instaurer une journée de deuil national le dimanche 15 novembre 2015[16].
- Irlande - Le chef du gouvernement irlandais, Enda Kenny, qualifie les attentats de crimes contre l'humanité[17].
- Islande - Le ministre islandais des Affaires étrangères Gunnar Bragi Sveinsson exprime le soutien de l'Islande à la France[18].
- Italie - Le président de la République Sergio Mattarella « exprime sa consternation, son appréhension et sa forte douleur. Dans un message envoyé à François Hollande, il lui assure le ferme soutien de l'Italie pour vaincre la plaie du terrorisme et remporter la bataille de la civilisation contre la furie obscurantiste. Le président italien réaffirme sa détermination pour défendre les valeurs de la démocratie, de la liberté, de la tolérance qui fondent l'Europe aujourd'hui lacérée par un crime sans précédent. »[19]. Matteo Renzi, président du Conseil italien a déclaré que « l'Italie pleure les victimes de Paris et s'unit à la douleur de ses frères français. Frappée en son cœur l'Europe saura réagir à la barbarie. »[20].
- Kosovo - La présidente kosovare Atifete Jahjaga s'est dite sur Twitter « choquée par la terreur à Paris et attristée par la perte de tant de vies innocentes. Nous devons nous tenir debout unis contre le terrorisme. ». Le ministre des Affaires étrangères et ancien Premier ministre, Hašim Tači, a déclaré de son côté être « choqué et inquiété par la nouvelle de Paris. Le peuple kosovar se tient à vos côtés. ».
- Monaco - Le prince Albert a exprimé ses condoléances aux familles des blessés via une lettre ouverte envoyée au président de la République : « En mon nom personnel, en celui de ma famille et de la population de Monaco, je veux vous exprimer notre consternation devant tant de barbarie. Nous nous inclinons devant la mémoire des victimes et la douleur de leurs familles. Notre compassion rejoint également les blessés. »[21].
- Norvège - La Première ministre norvégienne, Erna Solberg, a pleuré lors de la conférence de presse pendant laquelle elle commentait les attaques de Paris, ville où elle s’est mariée[22].
- Pays-Bas - Le roi des Pays-Bas, Willem-Alexander, « choqué », pense que c'est pour « la défense des valeurs démocratiques qui sont les fondements de nos sociétés » qu'il faut se battre[23]. Son Premier ministre, Mark Rutte, se dit également choqué par ces attaques, qu'il décrit comme « vraiment horribles », un « cauchemar ». Il a affirmé au président François Hollande que les Pays-Bas se tiennent aux côtés de la France et que les Français peuvent compter sur le soutien des Néerlandais[24]. Il annonce également que les autorités vont renforcer les contrôles dans les gares, aéroports et à la frontière avec la Belgique dans le cas où l'un des auteurs en fuite voudrait se cacher aux Pays-Bas. Il exprime cependant son souhait que les traditionnelles fêtes de la Saint-Nicolas puissent se dérouler dans la joie malgré un renforcement policier dans les villes.
- Pologne - Le président Andrzej Duda publie sur Twitter : « Tristesse, chagrin et la colère. Condoléances au peuple français, en particulier les familles qui ont perdu leurs chers. Nous sommes avec vous à l'esprit, le regret, la prière[25]. ».
- Portugal - Le président portugais Cavaco Silva a exprimé à François Hollande sa « grande consternation » à ce qu'il qualifie d' « horribles attaques terroristes »[26].
- Roumanie - Le président roumain, Klaus Iohannis, transmet ses condoléances au président François Hollande et aux familles de victimes ; il condamne fermement les attaques et s'engage à coopérer avec la France pour lutter contre le terrorisme[27].
- Royaume-Uni - La reine Élisabeth II se dit « profondément choquée » dans un tweet au président français : « Prince Philip and I have been deeply shocked and saddened by the terrible loss of life in #Paris ». Elle envoie un second tweet, présentant ses condoléances aux familles des victimes et au peuple français : « We send our most sincere condolences to you, the families of thoses who have died and the french people ». Le Premier ministre, David Cameron, s'est dit « choqué »[3].
- Russie - Le président Vladimir Poutine a exprimé son soutien au peuple français[3].
- Vatican - Le père Federico Lombardi, porte-parole du Saint-Siège, condamne « cette nouvelle manifestation de folie, de violence terroriste et de haine » et exige « une réponse décisive et soutenue de la part de nous tous, pour contrer la diffusion de la haine meurtrière ». Il ajoute : « Nous prions pour les victimes et les blessés, et pour tout le peuple français. »[28]. Le cardinal Pietro Parolin, secrétaire d’État du Saint-Siège, appelle quant à lui à une action concertée de tous les acteurs politiques et religieux pour combattre le terrorisme[29].
- Slovénie - Le Premier ministre slovène Miro Cerar a indiqué sur Twitter condamner fermement « les tragédies de ce jour à Paris. Mes pensées sont avec les familles et avec le peuple français. ». Le ministère des Affaires étrangères du ministre Karl Erjavec s'est dit sur Twitter en français « horrifié par les événements tragiques à Paris. Nos pensées sont avec la France. ».
- Suède - L'ambassadrice suédoise à Paris, Veronika Wand-Danielsson, a affirmé sur Twitter que « la Suède exprime sa profonde solidarité avec la France dans ce moment de douleur. L'Europe reste unie dans l'épreuve. […] L'Europe ne se pliera jamais et restera unie dans la lutte contre le terrorisme ! ». Le premier ministre, Stefan Löfven, annonçait qu' « ensemble nous continuons à défendre nos valeurs communes et nos sociétés ouvertes. ». L'église suédoise à Paris a également organisé une cérémonie en mémoire des victimes.
- Suisse - La présidente Simonetta Sommaruga dit que le pays est « en pensée avec la France »[30].
- Ukraine - Le président Petro Porochenko a exprimé ses condoléances à l'ambassadrice de France en Ukraine et a déclaré : « Le principal message que nous avons vu de la France est « Nous n'avons pas peur ! ». Avec la France, nous défendons nos valeurs européennes communes de liberté, d'égalité et de fraternité »[31]. Le Premier ministre Arseni Iatseniouk a adressé, lui, sur Twitter ses « condoléances les plus profondes aux familles de ceux qui sont morts et ont souffert. L'Ukraine soutient la France — en tant qu'amie et alliée. ».

## Réactions en Amérique
- Argentine - La présidente d'Argentine Cristina Kirchner exprime son soutien à la France, après les attaques[32].
- Brésil - La présidente Dilma Rousseff exprime sa solidarité envers le peuple français et appelle à une lutte « sans merci contre ces actes honteux perpétrés à Paris ». Le gouvernement brésilien exprime sa « profonde consternation envers cette série d'attentats barbares »[33]. Le Christ Rédempteur et le stade José-Pinheiro-Borda sont illuminés des couleurs du drapeau français dans la soirée des attaques[34].
- Canada - Le Premier ministre Justin Trudeau a exprimé sa solidarité après ces attaques sans précédent[3]. Il a condamné des actes « terribles et insensés »[35]. La tour CN à Toronto a revêtu les couleurs françaises, de même que la Calgary Tower à Calgary[36] et divers édifices de la ville de Montréal, dont le stade olympique[37]. En outre, des centaines de personnes se sont rassemblées, au Québec, devant le consulat de France à Montréal et au parc Jacques-Cartier de Sherbrooke[37]. La secrétaire générale de l'Organisation internationale de la francophonie, Michaëlle Jean, a exprimé dans un gazouillis sur Twitter son « choc et consternation devant les attaques horrifiantes à Paris. Solidarité avec les autorités et le peuple français. Pensées pour les victimes. ».
  -  Québec - Sur la scène provinciale, le premier ministre du Québec Philippe Couillard a qualifié les attentats « d'événement tragique », et a exprimé sa tristesse au peuple français. De même, le chef de l'opposition Pierre Karl Péladeau a exprimé sa « solidarité au peuple français » en participant à un rassemblement à Montréal.
- Chili - La présidente du Chili Michelle Bachelet, a par une déclaration qualifié de "lâches attaques" les attentats à Paris, en France et a également ajouté : « Notre profonde tristesse et de sympathie pour le grand nombre de morts et de blessés produits ces lâches attaques. »[38]
- États-Unis- Le président Barack Obama a dit, lors d'une conférence : « Nous proposerons toute l'aide nécessaire à la France. Face à la menace terroriste, nous nous tenons aux côtés des Français[3]. » La police de New York a activé plusieurs protocoles antiterroristes autour des bâtiments français[39]. De plus, l'Hôtel de ville de New York et de San Francisco, la High Roller Observation Wheel et la Freedom Tower ont été illuminés des couleurs du drapeau français[40],[41],[42] et l'Empire State Building a éteint ses lumières comme la tour Eiffel[43]. John Kerry lors d'un tweet condamne les attentats terroristes à Paris « Je me rejoins à @POTUS en condamnant les attentats terroristes à Paris. C'est une agression contre l'humanité et les gens épris de liberté. ». L'ancien vice-président Al Gore a suspendu son émission mondiale de 24 heures sur le climat.
- Haïti - Le président haïtien Michel Martelly exprime sur Twitter sa « profonde préoccupation face au déroulement des év[é]nements malheureux à Paris. Mes pensées au peuple français. » Le Premier ministre Evans Paul, de son côté, « exprime la douleur et les sentiments de révolte du [gouvernement] ha[ï]tien suite aux attentats odieux... à Paris. »
- Mexique - Le président mexicain Enrique Peña Nieto condamne, via twitter, les attaques, exprime sa solidarité envers le peuple français et ses condoléances aux familles des victimes et indique que l'ambassade du Mexique reste à disposition des Mexicains de Paris réclamant assistance. L'Ángel de la Independencia, à Mexico, a été illuminé des couleurs du drapeau français dans la soirée des attaques[42].
- Venezuela - Le président Nicolás Maduro condamne les attentats terroristes en France : « Nous condamnons tous les actes terroristes dans les pays du monde, en particulier à Paris. »[44].

## Réactions en Afrique
- Afrique du Sud - Le gouvernement du président Jacob Zuma s'est exprimé à plusieurs reprises sur Twitter, indiquant entre autres que le « président Zuma a pris contact afin de faire part de son message de condoléances au président Hollande, au gouvernement et au peuple français » et que l'« Afrique du Sud s'accorde fermement avec le reste de la communauté internationale dans sa condamnation des attaques ciblant des citoyens innocents ».
- Algérie - Le président algérien, Abdelaziz Bouteflika, a adressé un message par voie de presse et diplomatique à François Hollande, condamnant les attaques, les qualifiant de « crimes contre l'humanité », et appelant au front commun contre le terrorisme « au bénéfice de nos deux peuples »[45].
- Bénin - Le Bénin a décrété le 16 novembre 2015 journée de deuil national en solidarité avec les victimes de l'attentat de Paris[46].
- République démocratique du Congo - Augustin Matata Ponyo, le Premier ministre de la république démocratique du Congo a déclaré « sa solidarité avec le peuple français » et a dénoncé de « lâches attentats terroristes »[47].
- Côte d'Ivoire - Le président Alassane Ouattara condamne les actes commis dans un télégramme envoyé au président français, exprime ses condoléances et celles du peuple ivoirien, son soutien à son homologue pour les promptes décision qu'il vient de prendre, et appelle « toute la communauté internationale à renforcer ces initiatives pour lutter contre ce fléau qui menace toutes les nations »[48].
- Djibouti - Le président de la république de Djibouti a écrit dans une lettre ouverte à François Hollande : « Nous condamnons avec force ces actes ignobles et criminels. Ils participent de desseins odieux et sont l’œuvre d’abjects commanditaires. »[47].
- Gabon - Ali Bongo, le président gabonais, déclare sur Twitter que « face à l'horreur de ces actes qui touchent la France, ce sont tous les peuples libres du monde qui sont visés »[49].
- Ghana - Le président ghanéen John Dramani Mahama s'est exprimé sur Twitter en affirmant que « le Ghana est aux côtés d'une France affligée en ces temps difficiles ». Onze heures plus tard, il a ajouté que « ce n'est pas un acte de courage d'abattre et d'assassiner des citoyens sans armes dans un théâtre. C'est une lâcheté. Nous nous tenons aux côtés du peuple français. ».
- Guinée - Alpha Condé, le président de la république de Guinée, appelle à la lutte antiterroriste « pour le triomphe d'un monde de paix, de liberté et de tolérance. »[49]
- Kenya - Le président Kenyatta a affirmé sa solidarité avec la France en disant que « Les Français ont rendu célèbre l'appel Liberté, Égalité, Fraternité qui reflète les valeurs communes que les Kenyans partagent avec eux et qui sont attaquées par les terroristes, à Paris et à travers le monde. »[49].
- Mali - Le président malien Ibrahim Boubacar Keïta condamne les attentats en déclarant que « le monde entier a été frappé de stupeur. […] Aucun individu digne de ce nom ne peut tranquillement ôter la vie à autant de personnes innocentes. Aucun motif, aucune cause ne peut justifier cela. »[50].
- Maroc - Le roi Mohammed VI adresse un message au Premier ministre français Manuel Valls, le souverain marocain témoigne d'une « émotion profonde » face à « de lâches attentats terroristes », condamne en son nom et celui du Maroc « ces attentats effroyables » et exprime sa « solidarité » et tout son « soutien »[51],[52].
- Maurice - Anerood Jugnauth, Premier ministre de l'île Maurice, a exprimé sa « solidarité avec le gouvernement français et la population française » dans un entretien accordé à l'Agence France-Presse. Il affirme que « le combat contre le terrorisme doit continuer »[47].
- Niger - Le président nigérien a déclaré sur Radio France internationale : « Ceux qui ont commis ces actes sont des monstres, ce ne sont pas des humains. L’ampleur des attaques a été surprenante, mais l’attaque elle-même n’a pas surpris car à partir du moment où on est engagé dans un tel combat, on n’est jamais à l’abri. […] La France est un pays très engagé dans un combat qui nous est commun, un combat pour des valeurs communes. La France est engagée en Syrie, en Irak. Elle est engagée également en Afrique dans le cadre de l’opération “Barkhane”. C’est vrai, je crois que la France paye, quelque part, le prix pour ces interventions. Ce qui s’est passé hier à Paris ne doit pas nous détourner de cet objectif. »[53].
- Nigeria - Dans un communiqué, le président nigérian déclare que « au nom du gouvernement et du peuple de la république fédérale du Nigéria, le président Buhari transmet ses sincères condoléances au président François Hollande et au peuple de France »[54].
- Ouganda - L'ancien Premier ministre ougandais et candidat à l'élection présidentielle de 2016 Amama Mbabazi a affirmé sur Twitter que « [c]e qui s'est passé à Paris est un acte de lâcheté méritant la condamnation la plus ferme. [...] Je suis solidaire non seulement avec la France, mais avec les valeurs qui furent attaqués hier soir : liberté, égalité et fraternité[55]. »
- Rwanda - La ministre des Affaires étrangères du Rwanda Louise Mushikiwabo a écrit sur Twitter que « les Rwandais expriment leurs profondes condoléances aux familles et amis des victimes des attentats de Paris », ajoutant que « ce sont des moments pour la solidarité internationale »[47].
- Sénégal - Le président Macky Sall envoie une lettre à son homologue français dans laquelle il exprime ses condoléances et condamne, au nom du Sénégal, « ces actes barbares, qui s'attaquent à notre humanité commune »[56].
- Somalie - Le président somalien, Hassan Sheikh Mohamoud, a condamné les attaques : « Le monde doit s'unir contre ceux qui sèment la sauvagerie au nom de la foi. Leurs actes travestissent l'islam et l'humanité »[49].
- Tchad - Dans un entretien à Radio France internationale, le chef de la diplomatie tchadienne Mahamat Béchir a demandé « que la communauté internationale se mobilise pour lutter contre ces terroristes sauvages »[47].
- Togo - Dans un message adressé à François Hollande, le président Faure Gnassingbé a déclaré : « En ces heures tragiques et extrêmement douloureuses pour la France, je tiens à vous faire part de ma vive émotion, de ma compassion et de la solidarité de l’ensemble du peuple togolais qui est sous le choc et profondément meurtri par le lourd bilan de ces attentats inédits. »[57].
- Tunisie - Le 14 novembre, au lendemain des attentats, le président tunisien Béji Caïd Essebsi voyage spécialement de Tunis à Paris pour rejoindre le président Hollande et exprimer sa solidarité tout en échangeant sur les mesures sécuritaires[58].

## Réactions en Asie
- Afghanistan - Le président afghan, Ashraf Ghani, a adressé une lettre au président de la République française, lui disant qu'il partageait le chagrin des proches des victimes : « L'Afghanistan, plus que quiconque, est depuis longtemps victime du terrorisme et comprend le chagrin et la douleur du peuple français »[59].
- Arabie saoudite – Le ministre des Affaires étrangères condamne les attentats, dénonçant une « violation de toute éthique, morale et religion »[60].
- Arménie - Le président arménien Serge Sargsian a affirmé : « Nous en sommes tous profondément choqués. Je condamne fermement ces actions terrifiantes et épouvantables, qui ont pris plusieurs vies innocentes. […] En ces temps difficiles, l'Arménie se tient aux côtés du pays fraternel qu'est la France, et est prête à lui offrir son plein soutien. J'exprime ma sympathie la plus profonde au président français François Hollande, au peuple amical français et aux familles des victimes, en leur souhaitant de la patience, du courage et de la force, et un rétablissement rapide aux blessés. Nos prières, cœurs et esprits sont avec le peuple français. ».
- Chine - Le président Xi Jinping a vivement condamné cet acte de barbarie et exprimé ses condoléances profondes à toutes les victimes et une sincère sympathie aux blessés et aux familles des victimes[61]. Hong Lei, le porte-parole de la diplomatie chinoise, condamne les attentats et se dit profondément choqué : « Le terrorisme est l'ennemi de l'humanité entière. La Chine soutient fermement la France dans ses efforts pour ramener la paix et la stabilité (dans le pays), et pour combattre le terrorisme. »[59]. La Perle de l'Orient, à Shanghai, a été illuminée des couleurs du drapeau français dans la soirée des attaques[42]. Pour avoir écrit un article expliquant que l’élan de solidarité exprimé par la Chine après les attentats de Paris n’était pas dénué d’arrières pensées quand il s’agit de faire l’amalgame entre la répression menée contre la minorité musulmane turcophone ouïgoure au Xinjiang et la lutte contre le terrorisme international, la journaliste de l'Obs Ursula Gauthier est victime d'une campagne de presse hostile des autorités chinoises puis son visa non renouvelé fin décembre 2015[62], [63]. Le ministère chinois des Affaires étrangères affirme article d'Ursula Gauthier a « défendu de manière flagrante des actes de terrorisme et des meurtres cruels d'innocents, ce qui a provoqué l'indignation du peuple chinois[63]. »
- Corée du Nord - Le Ministre des Affaires étrangères Ri Su-yong fait part de sa sympathie à son alter-ego français Laurent Fabius dans un message espérant que « le peuple français surmonte cette tragédie et puisse ramener la paix et la stabilité au plus tôt »[64].
- Corée du Sud - La présidente Park Geun-hye a condamné les attentats et le terrorisme, déclarant qu'une attaque n'était justifiée en aucune circonstance et qualifiant le terrorisme de crime contre l'humanité et la civilisation[65].
- Géorgie - Le président géorgien Guiorgui Margvelachvili s'est exprimé sur Twitter en disant être « [p]rofondément effaré et attristé par les attaques terroristes à Paris. Nos prières [et] solidarité vont au peuple et au gouvernement français ». Dans la capitale Tbilissi, le palais présidentiel fut éclairé par les couleurs du drapeau français. Similairement, le Premier ministre Irakli Garibachvili affirmait être « [c]hoqué et attristé profondément par les événements à Paris. Nos pensées et prières vont au peuple français en cette heure de tragédie », en annonçant de son côté que l'hôtel de ville de Tbilissi était également couvert en bleu, blanc et rouge.
- Hamas - Le directeur du conseil des relations internationales du Hamas, Bassem Naim (en), déclare : « Nous présentons nos condoléances les plus profondes aux familles des victimes et souhaitons la sécurité et la stabilité pour la France »[66].
- Inde - Le Premier ministre de l'Inde Narendra Modi a exprimé sa solidarité[3].
- Iran - Le président Hassan Rohani condamne les attentats en les qualifiant de « crimes contre l'humanité » et a reporté sa tournée en Italie et en France qu'il devait entamer au lendemain des événements.
- Israël - Le Premier ministre d'Israël, Benyamin Netanyahou déclare qu'Israël se tient aux côtés du président François Hollande et du peuple français dans la guerre commune contre le terrorisme[67].
- Japon - Le porte-parole du gouvernement Yoshihide Suga s'est dit choqué et en colère que « des actes de terrorisme inhumains et odieux aient fait tant de victimes ».
- Jihad islamique palestinien - Le membre du bureau politique du Jihad islamique, Nafez Azzam (ar), déclare : « Nous condamnons ce crime à Paris contre des innocents, ce message de haine », avant d'ajouter que « l'islam rejette les meurtres indiscriminés »[66],[68].
- Jordanie - Le ministre des Affaires étrangères jordanien, Nasser Judeh, a indiqué sur Twitter être « [h]orrifié en tant que partie du monde civilisé au moment où la terreur montre sa tête laide à nouveau à Paris. De la sympathie et de la solidarité avec le grand peuple français. » Lors du sommet sur la Syrie à Vienne, il a rencontré son homologue français Laurent Fabius en lui exprimant ses « condoléances, engagement et solidarité avec la France ».
- Palestine - La présidence palestinienne indique dans un communiqué que « le président Mahmoud Abbas condamne fermement les attaques terroristes qui ont eu lieu à Paris et exprime sa solidarité et sa compassion avec le gouvernement et le peuple français face au terrorisme ». Abbas a insisté sur « la nécessité pour la communauté internationale de s'unir pour faire face à ces attaques terroristes graves qui participent à la montée des tensions partout »[69].
- Singapour - Le Premier ministre singapourien Lee Hsien Loong s'est dit sur Twitter « choqué de la nouvelle des attaques à Paris. Nos pensées et prières vont aux victimes [et] à leurs familles, [et] aux peuple [et] gouvernement français »[70].
- Sri Lanka - Le président srilankais Maithripala Sirisena a déclaré dans un message de condoléance adressé au président français : « Le gouvernement et le peuple du Sri Lanka se joignent à moi pour adresser ses condoléances au gouvernement et au peuple de France, aux familles endeuillées et aux personnes blessées dans l'attaque. »[71].
- Syrie - 
  -   Le président Bachar el-Assad, en marge d'une visite d'une délégation de députés français, a présenté ses condoléances et se dit « prêts à combattre le terrorisme avec ceux qui le veulent vraiment ». Il compare la situation française avec celle de la Syrie depuis cinq ans[72]. Il souligne néanmoins que la politique française en Syrie a « contribué à l’expansion du terrorisme »[73]. Dans un entretien, il affirme que « la France ne pourra pas lutter contre le terrorisme tant qu'elle sera alliée au Qatar ou à l'Arabie saoudite. »[74]
  -  Le 14 novembre, 49 groupes rebelles syriens, dont Jaysh al-Islam, des brigades de l'Armée syrienne libre et la Légion du Sham, publient un communiqué commun dans lequel ils condamnent « dans les termes les plus forts » les attentats de Paris qu'ils qualifient d'« attaque criminelle contre les lois (islamiques) et les valeurs de l’humanité ». Ils ajoutent : « Ce terrorisme ne diffère pas du terrorisme dont souffre chaque jour le peuple syrien depuis les cinq dernières années »[75],[76]. Le même jour Ahrar al-Sham condamne également les attaques dans un autre communiqué[77].
  -  le Front al-Nosra s'est distingué des autres groupes opposés à l'État islamique en ne communiquant pas de position claire sur les attentats. D'après Middle East Eye le groupe aurait apporté son soutien idéologique à l'attaque[78] ; cependant le compte Twitter attribué au Front Al-Nosra par le média était en fait celui du groupe "Dutch Mujahideen in Syria"[79], non lié à Al-Nosra.
- Taïwan - Le président Ma Ying-jeou a déclaré dans un communiqué « [a]u nom du gouvernement de la république de Chine et de ses citoyens, condamner sévèrement ces violences, faire part de nos sincères condoléances aux familles des victimes et de notre profonde sympathie aux blessés. »[80].
- Turquie - Le président Erdoğan, dans une conférence de presse spéciale, présente ses condoléances et sa solidarité au peuple français et à son homologue François Hollande, et indique que le terrorisme n'a ni religion, ni race, ni pays[81]. Le Premier ministre Ahmet Davutoğlu déclare que « ces attaques ne sont pas seulement contre la population française mais contre toute l'humanité, la démocratie, les libertés et les valeurs universelles »[82].
- Philippines - Le président des Philippines, Benigno Aquino, a déclaré dans un communiqué être solidaire avec la France. « Les Philippines et leur peuple se tiennent solidaires avec le peuple de Paris et de France dans ce moment de profond chagrin et de grande indignation contre les auteurs de ces crimes. »[83].

## Réactions en Océanie
- Australie - Julie Bishop, ministre des Affaires étrangères, déclare : « l'Australie a offert toute son assistance à la France » et « nous sommes solidaires avec le peuple français pour condamner ces attaques horribles et dévastatrices », avant de terminer par « ceci est en effet un vendredi noir pour la France et le monde »[84]. L'opéra de Sydney est illuminé des couleurs du drapeau français dans la soirée des attaques[85], ainsi que les 15 et 16 novembre.
- Fidji - Le Premier ministre fidjien Frank Bainimarama s'est exprimé sur Twitter en disant que « chaque fidjien partage [s]on horreur vis-à-vis des attaques terroristes à Paris, qui ont exigé les vies d'au moins 120 personnes ». Le gouvernement annonça également que M. Bainimarama avait « condamné les attaques à Paris, [et] que les Fidji seront solidaires avec la France lors de cette épreuve ». Le ministre des Finances Aiyaz Sayed-Khaiyum prononce une allocution condamnant les attaques, rappelant que « la France est une grande amie des Fidji » et indiquant que les Fidji souhaitent contribuer à la lutte internationale contre le terrorisme. Affirmant que « Ces terroristes […] ne défendaient pas Dieu. Dieu n'a pas besoin d'être défendu », il en appelle aux croyants de toutes les religions de dénoncer « les préjugés, le fondamentalisme ou le fanatisme » dans leur religion[86].
- Nauru - Le gouvernement du président Baron Waqa a affirmé sur Twitter qu'il « [s]e tient aux côtés de nos amis en France [et] condamne ces actes de terrorisme ».
- Nouvelle-Zélande - John Key, Premier ministre, indique sur Twitter peu après les attaques : « Nos cœurs sont avec les victimes des attaques d'aujourd'hui à Paris et nos pensées sont pour elles et leurs familles. ». La Sky Tower d'Auckland est illuminée des couleurs du drapeau français à la suite des attaques.
- Palaos - Le président paluan Tommy Remengesau s'est dit sur Facebook « vraiment attristé d'apprendre la nouvelle des attaques contre Paris. Nos pensées et prières vont aux victimes et à leurs familles. Le terrorisme ne triomphera jamais. La démocratie et la liberté vaincront la lâcheté qu'est le terrorisme. »
- Samoa - Le Premier ministre Tuilaepa Sailele Malielegaoi, dans une lettre au président François Hollande, condamne ces attaques « maléfiques et odieuses », dont il estime qu'elles avaient « également pour cible notre humanité commune et le principe universel de liberté »[87].

## Réactions des autorités religieuses

### Autorités catholiques
Après avoir présenté ses condoléances à Mgr André Vingt-Trois, le pape François prend directement la parole sur Tv2000 (it) afin de condamner ces attentats que « rien ne peut justifier », ni religieusement, ni humainement. Il ajoute : « Je suis proche de tous ceux qui souffrent et de toute la France, que j'aime tant. »
Le lendemain, dimanche 15 novembre, lors de son Angélus, il exprime « sa souffrance » et ses condoléances « au président de la République française et à tous les citoyens ». Il ajoute : « nous nous demandons comment le cœur de l’homme peut concevoir et réaliser ces horribles événements. […] on ne peut que condamner cet affront inqualifiable à la dignité de la personne humaine. Et utiliser le nom de Dieu pour justifier ce chemin, ces choix, c’est un blasphème. [...] Confions à la miséricorde de Dieu les victimes sans défense de cette tragédie. Que la Vierge Marie, la mère de miséricorde, suscite dans les cœurs de tous des pensées de sagesse et des intentions de paix. Nous lui demandons de protéger et de veiller sur la chère nation française, fille aînée de l’Église, sur l’Europe et sur le monde tout entier ».

### Autorités musulmanes
Le Conseil supérieur des oulémas du Maroc a émis une fatwa condamnant les actes terroristes de Daech. Celle-ci vient s'ajouter à un certain nombre de réactions et de mesures similaires prises à travers le monde par différentes autorités religieuses musulmanes.
L'ayatollah Ali Khamenei, guide suprême de la Révolution islamique en Iran, publie le 29 novembre 2015 une lettre intitulée "La seconde lettre du Guide Suprême aux jeunes d'Europe", mais s'adressant en fait à tous les jeunes occidentaux. Soulignant son empathie pour les victimes en précisant que « le terrorisme est notre préoccupation commune », il dénonce cependant les « politiques contradictoires » et la « duplicité » des grandes puissances occidentales, en premier lieu des États-Unis, qui « ont nourri et armé al-Qaïda, les Talibans et leurs successeurs » et « soutiennent l'État terroriste d'Israël ». Il avait écrit une première lettre en janvier 2015 après l'attentat contre Charlie Hebdo et un supermarché de la communauté juive qui avaient fait 17 morts.

## Illuminations solidaires
Après ces attentats, de nombreux pays ou villes ont affiché leur soutien à la France en éclairant divers monuments avec les couleurs du drapeau français.
Voici une galerie présentant une petite sélection de ces monuments :

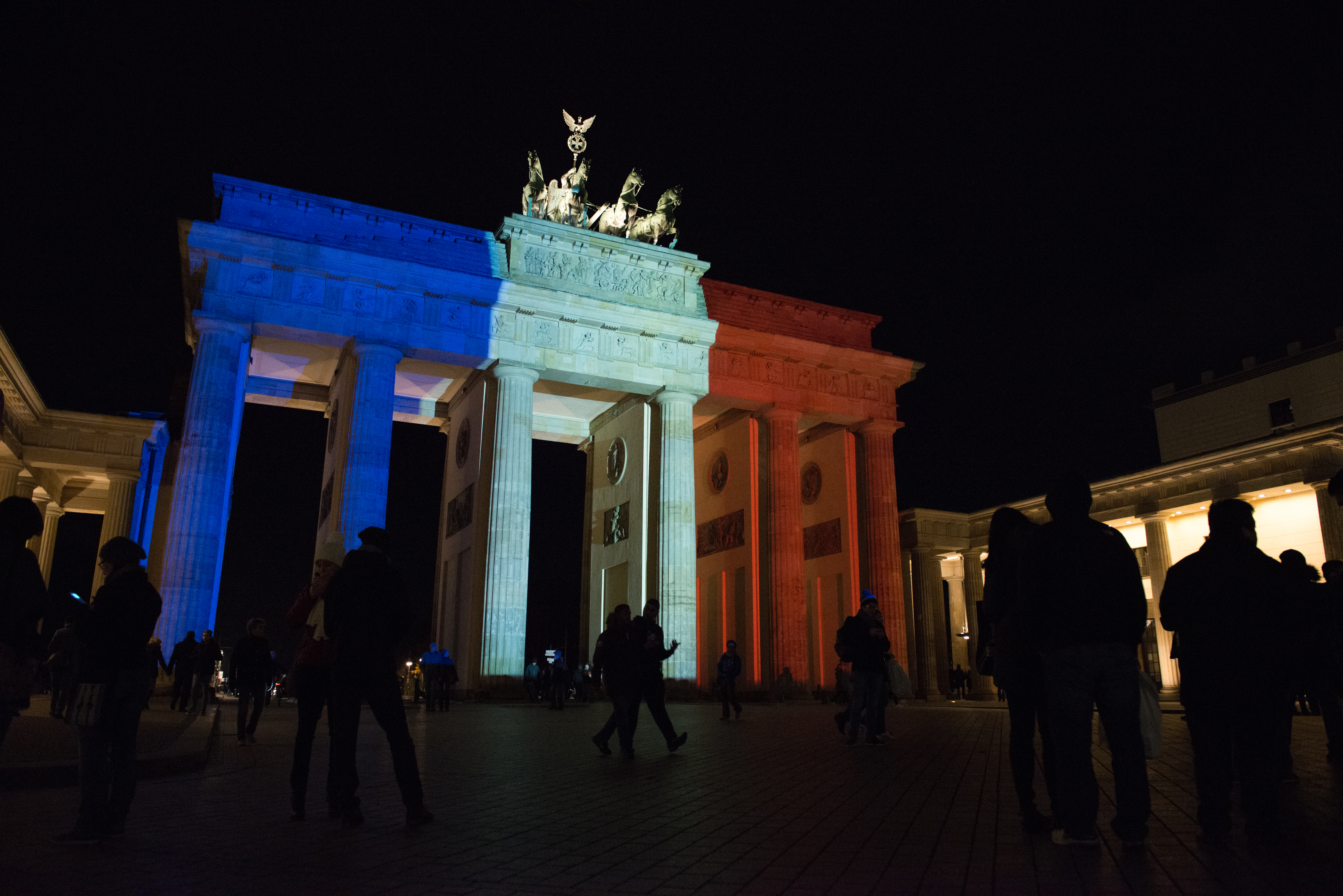
Porte de Brandebourg, Berlin (Allemagne).
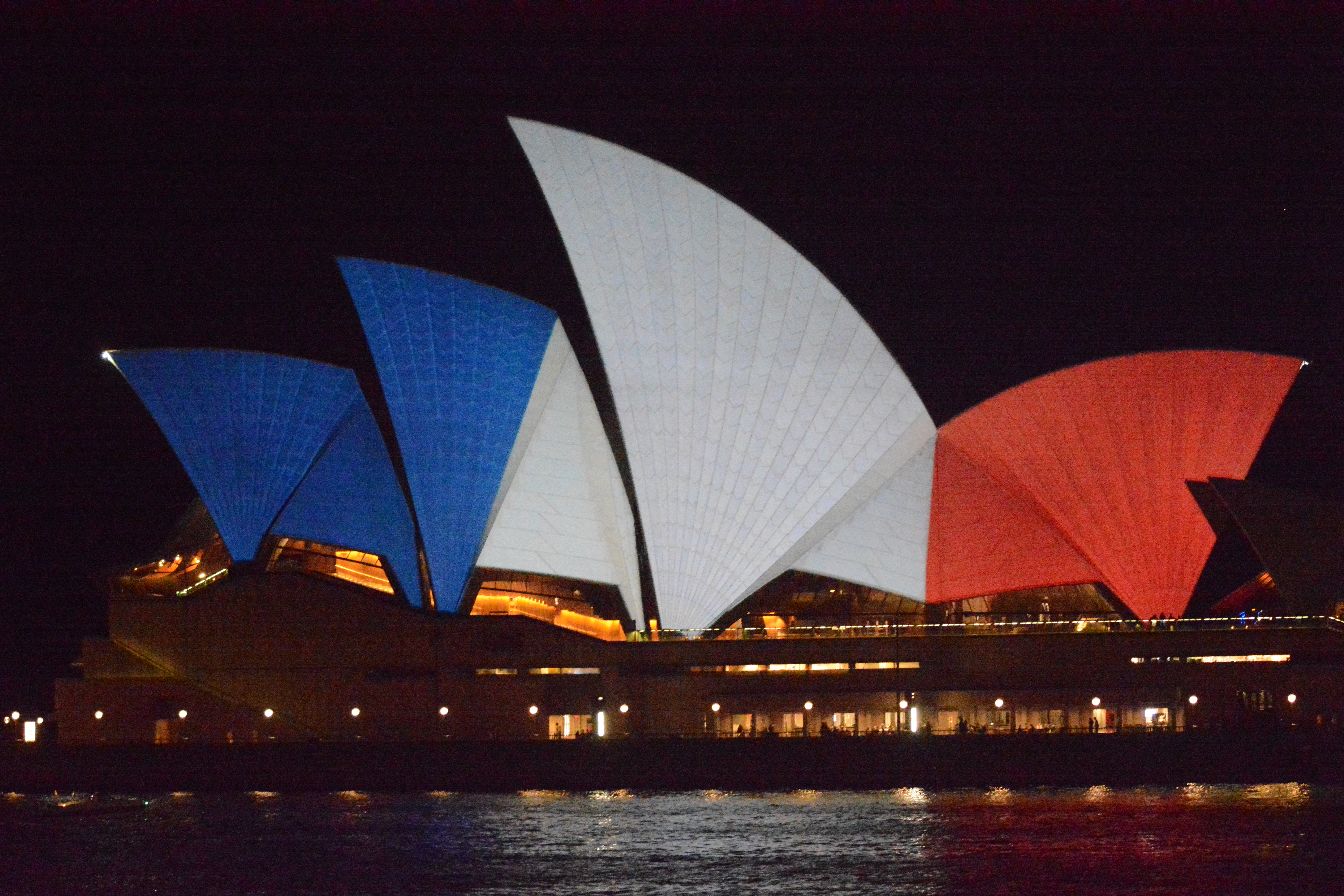
Opéra de Sydney (Australie).
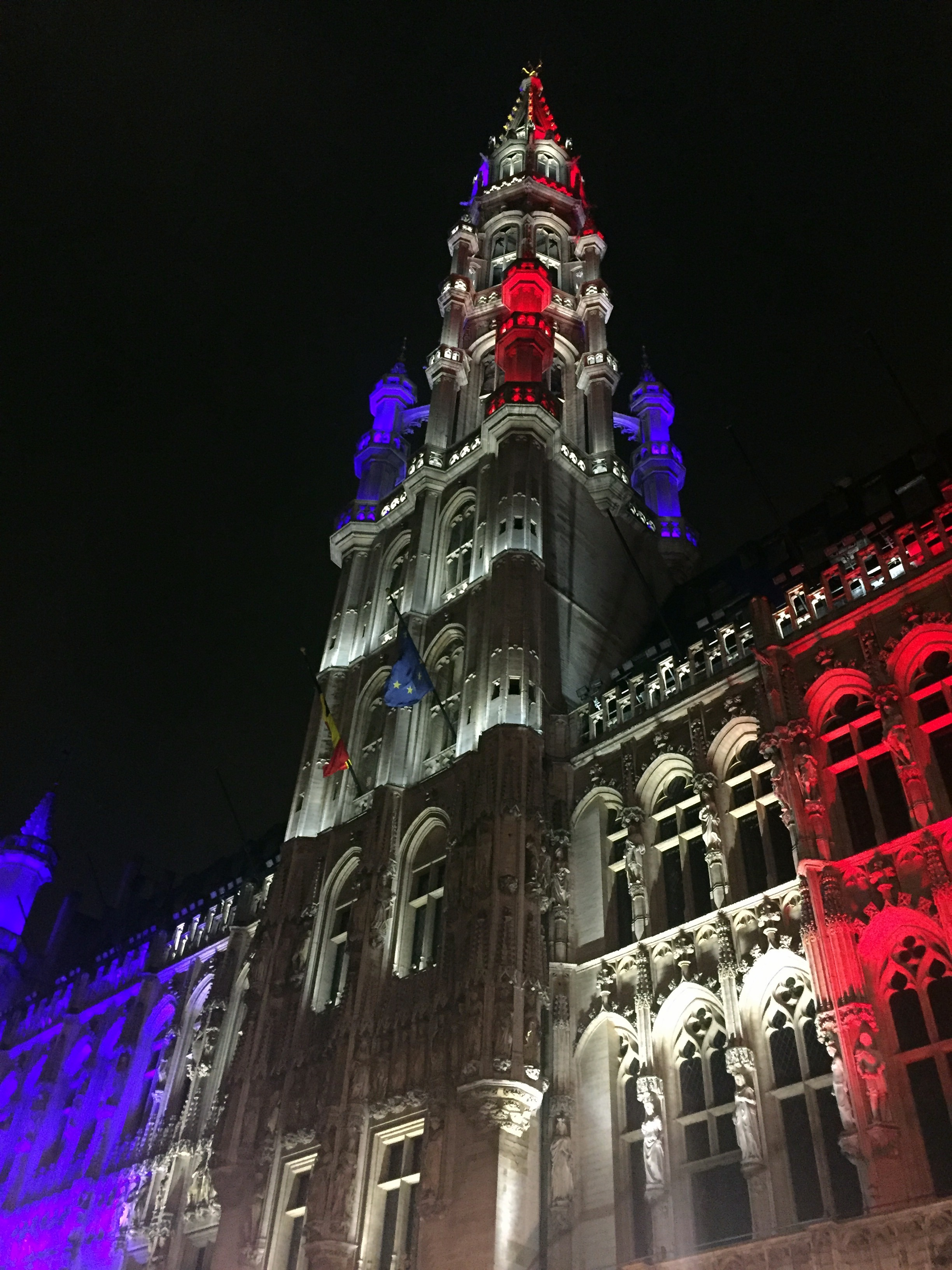
Hôtel de ville de Bruxelles (Belgique).
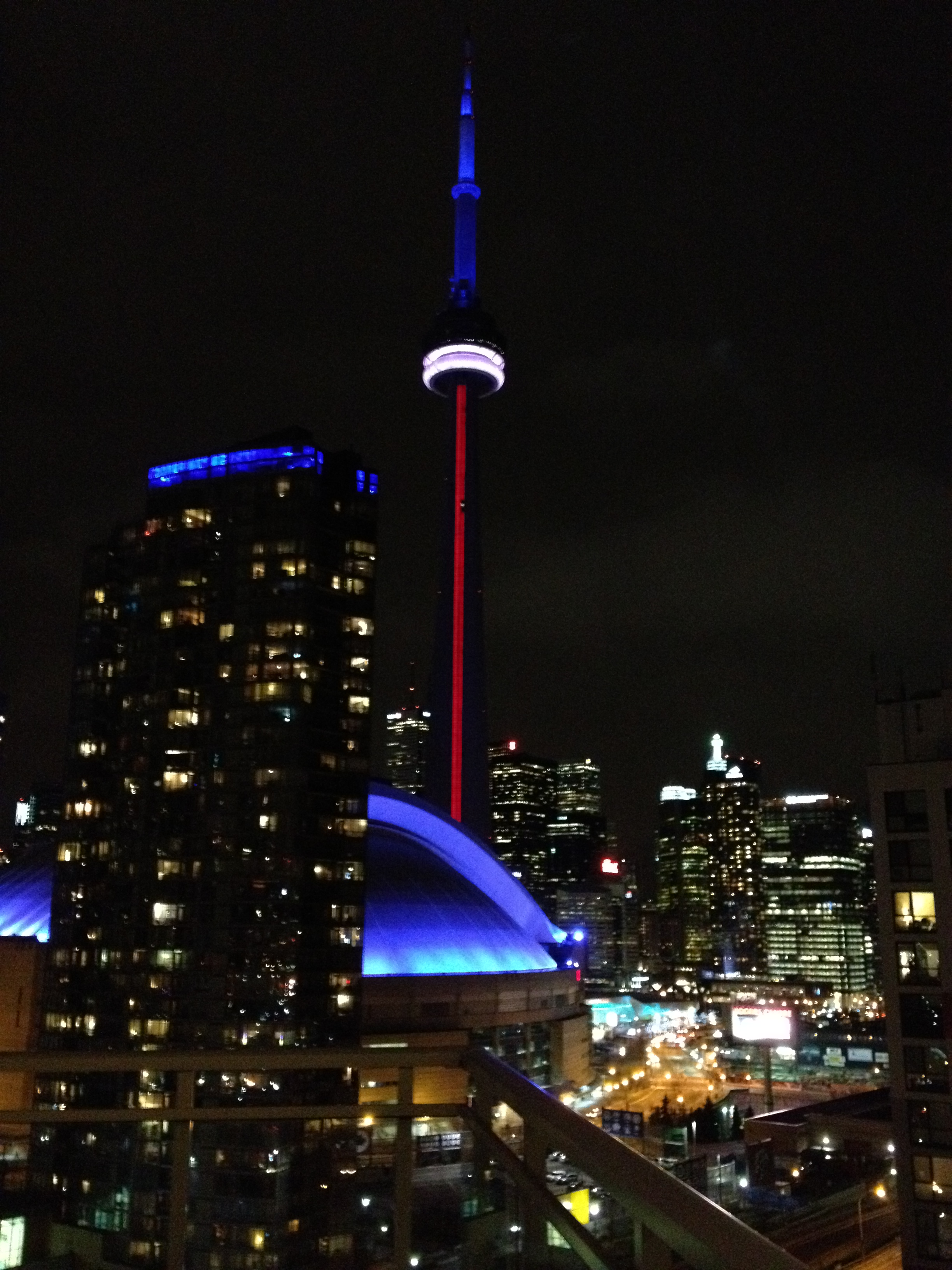
Tour CN, Toronto (Canada).
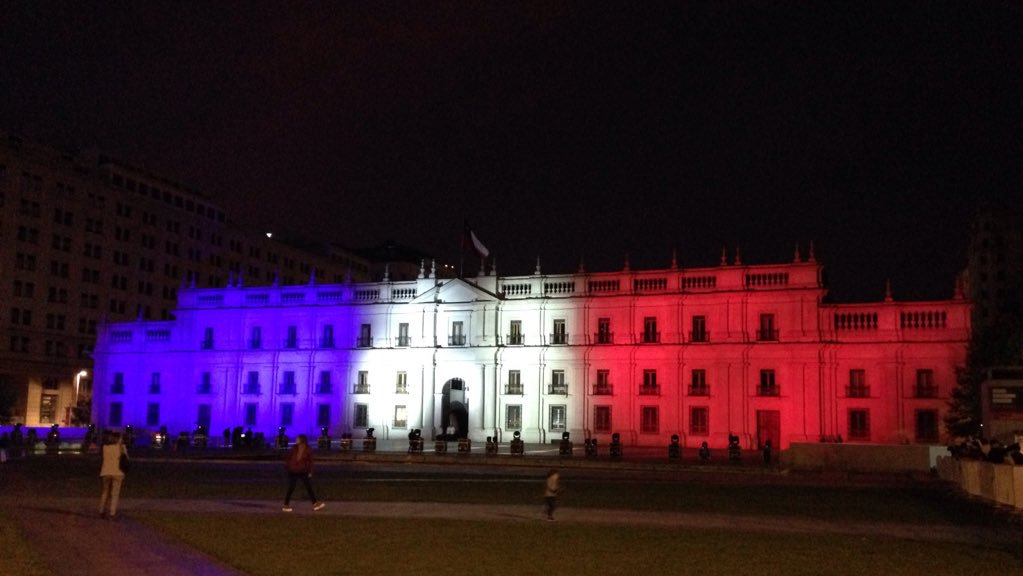
La Moneda, Santiago de Chile (Chili).
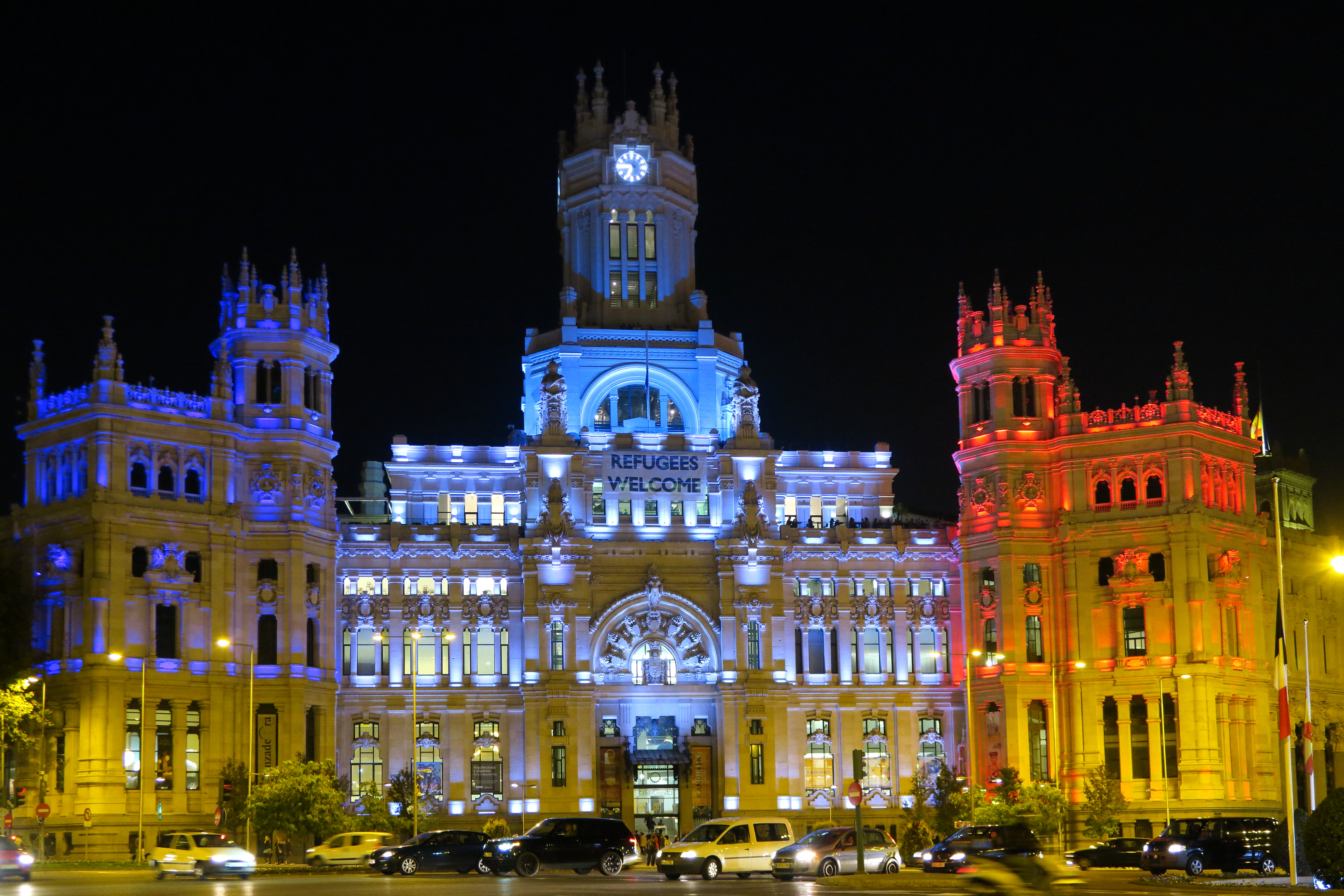
Palais de Cybèle, Madrid (Espagne).
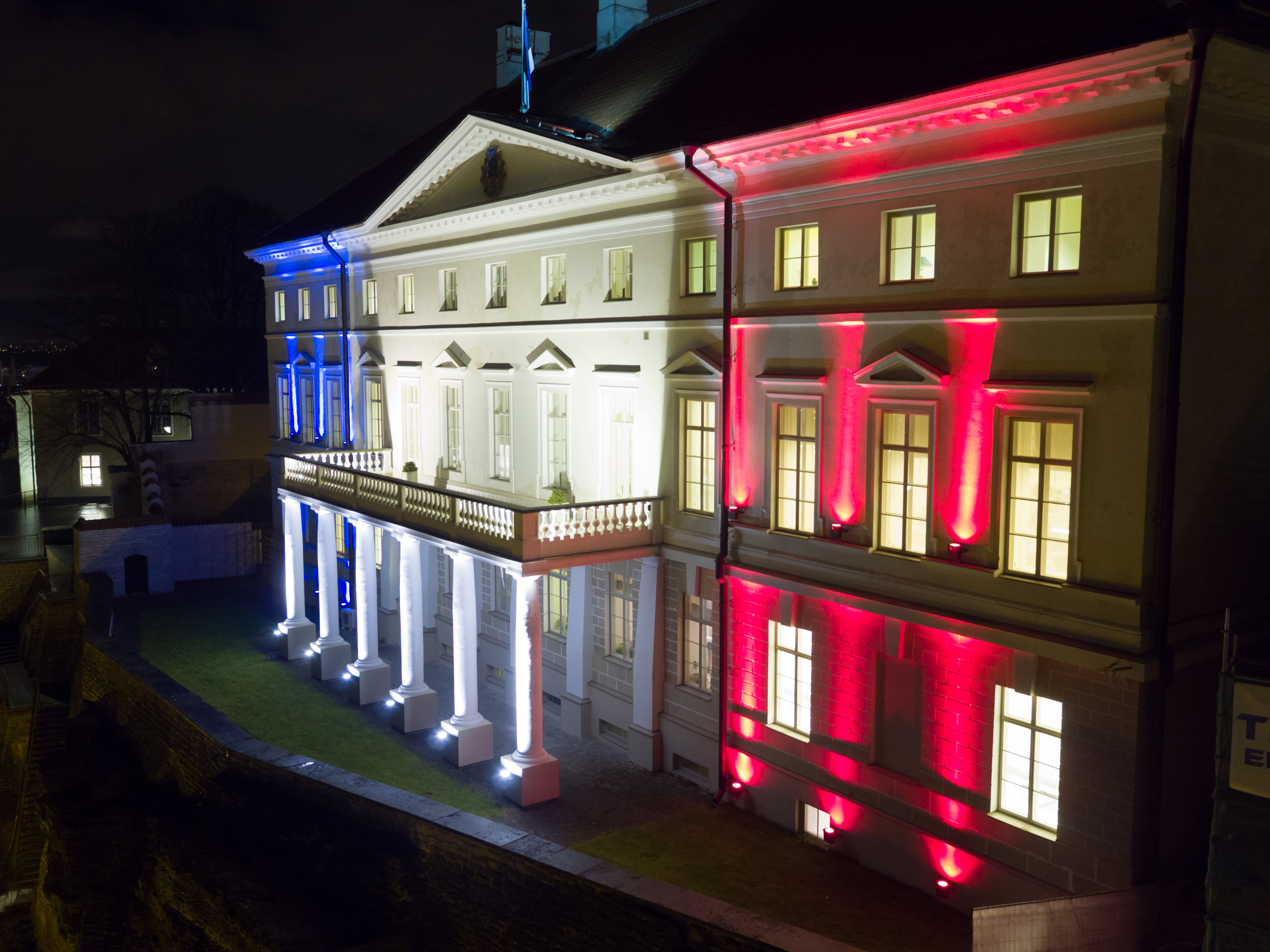
Maison Stenbock, Tallinn (Estonie).
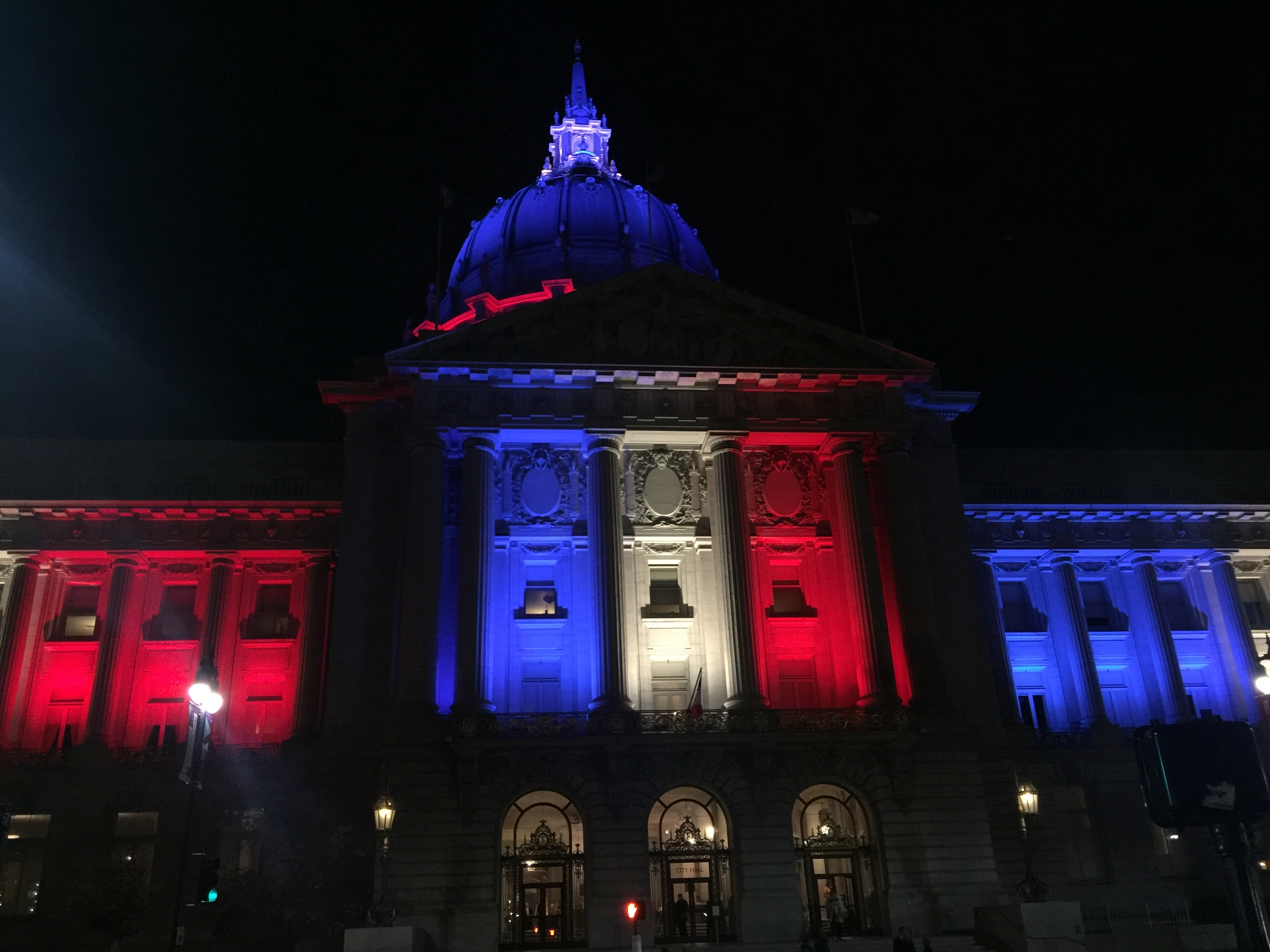
Hôtel de ville de San Francisco (États-Unis).
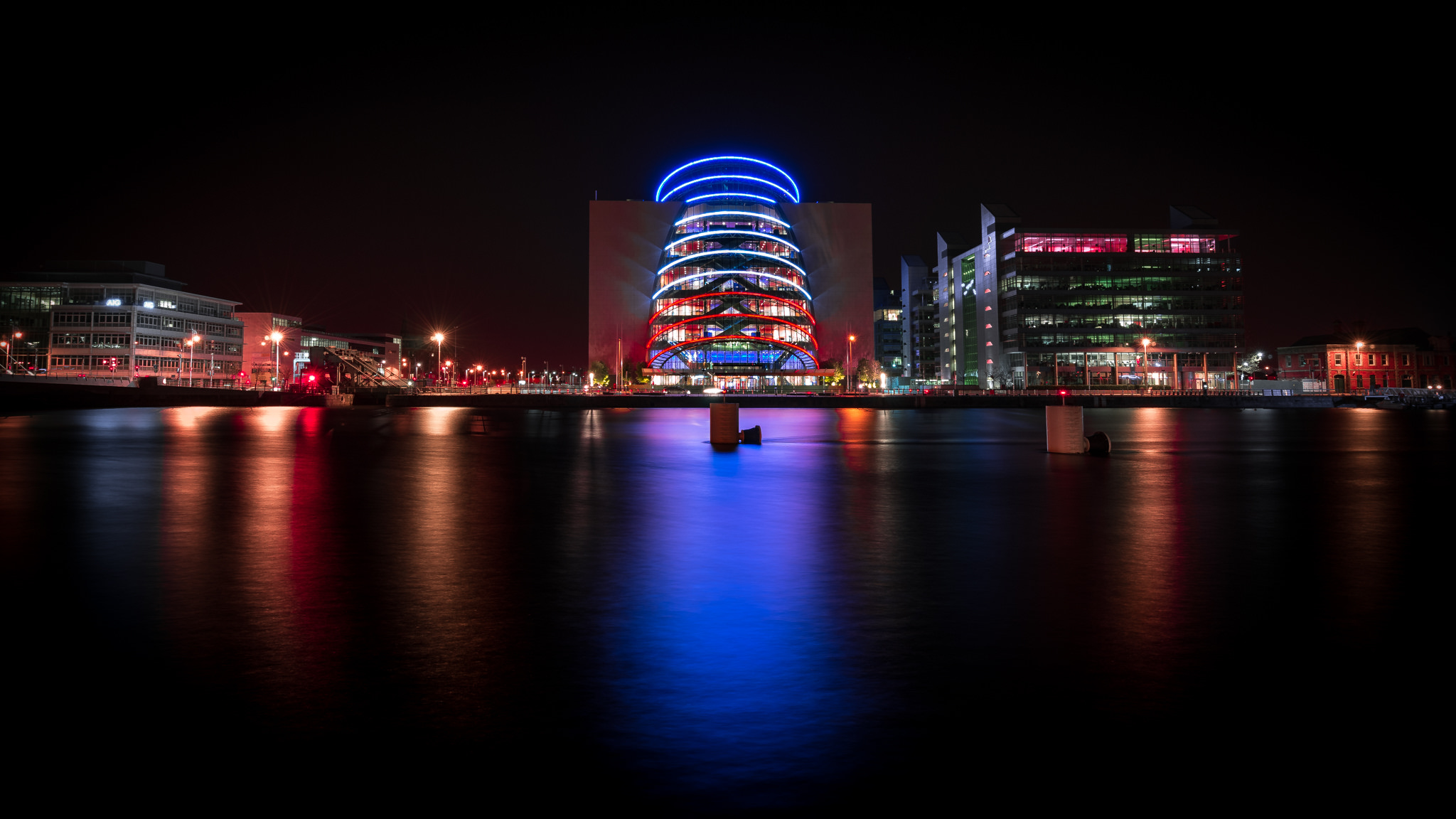
Convention Centre Dublin (Irlande).
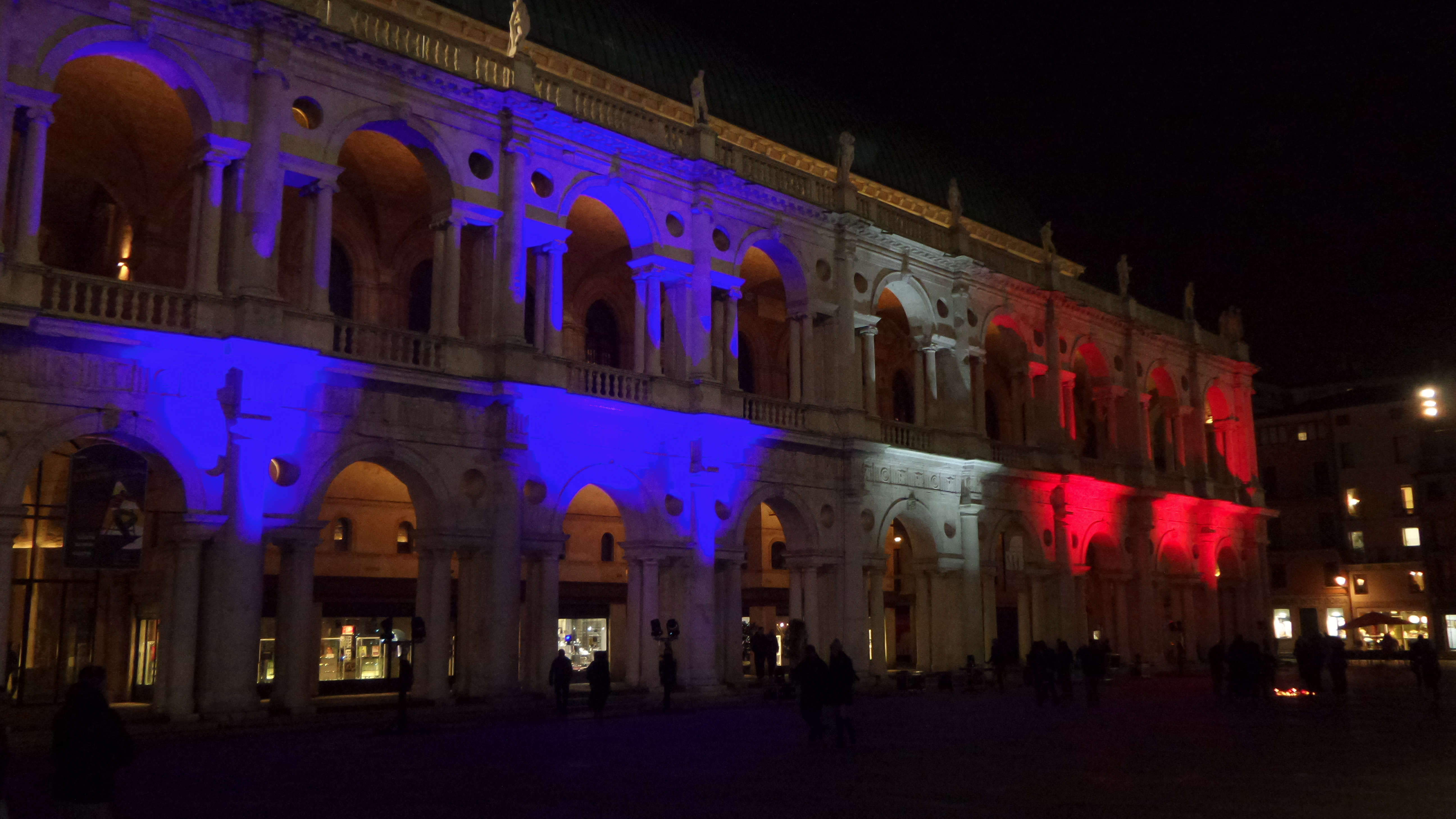
Basilique palladienne, Vicence (Italie).
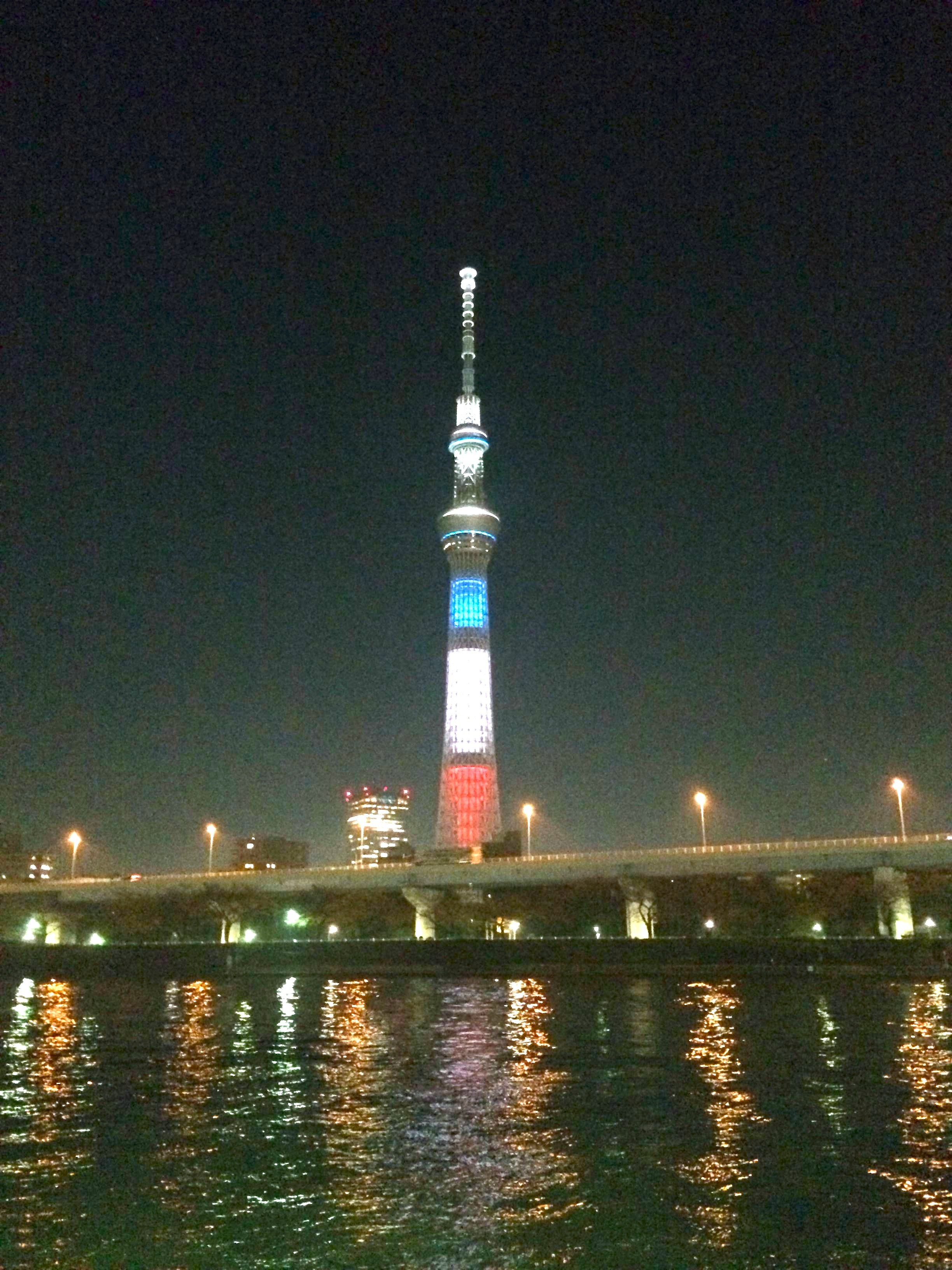
Tokyo Skytree (Japon).
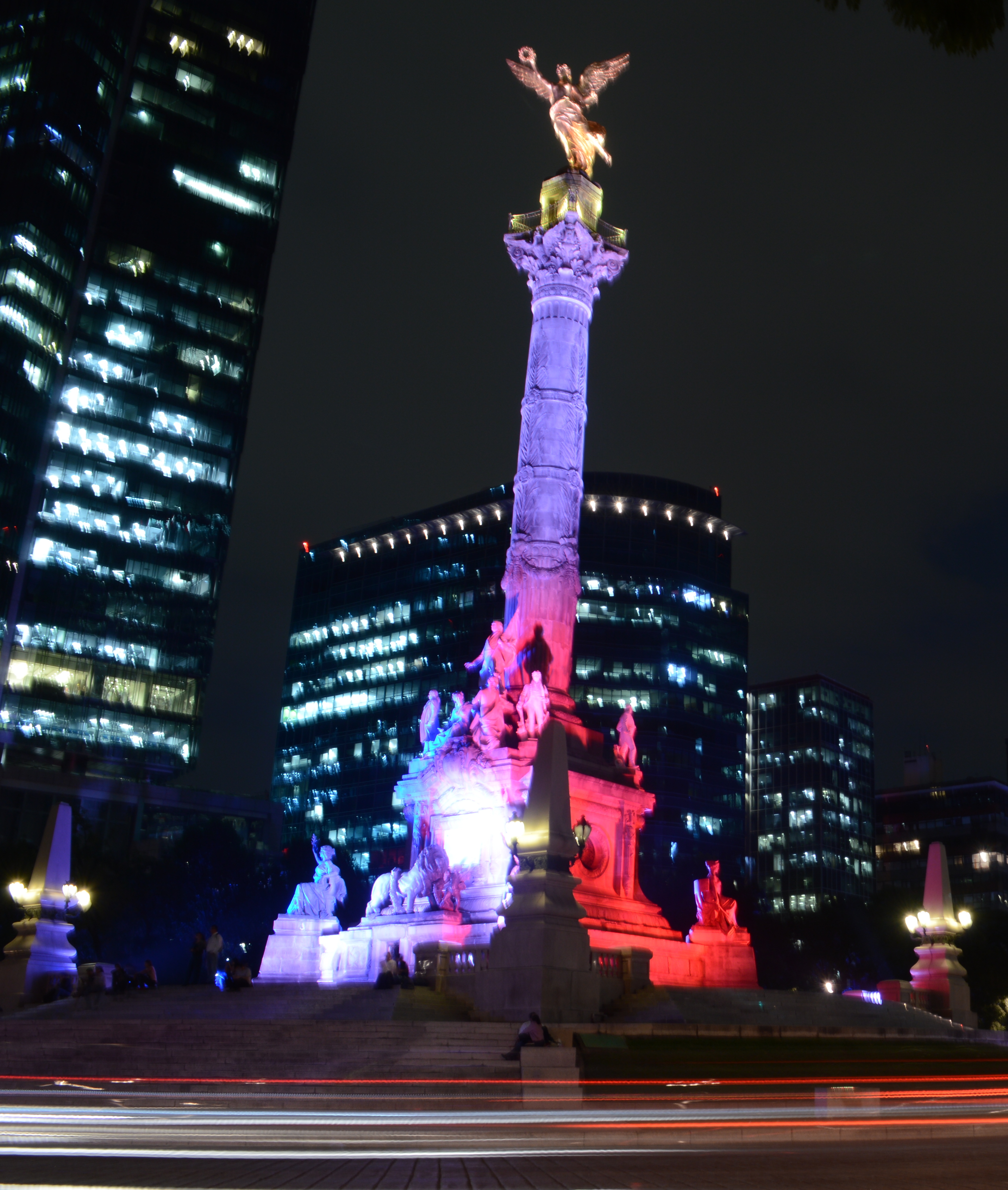
Ángel de la Independencia, Mexico (Mexique).
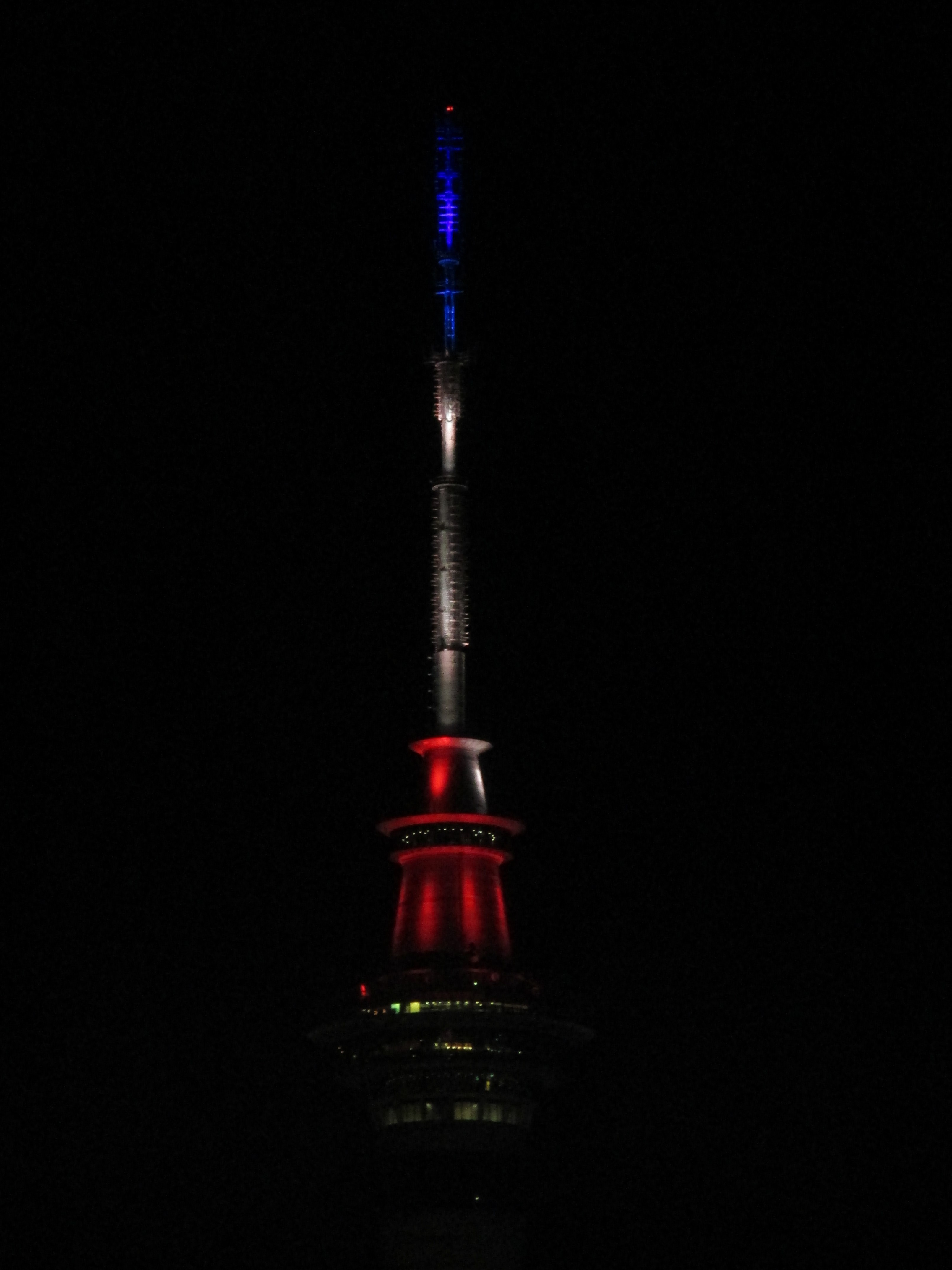
Sky Tower, Auckland (Nouvelle-Zélande).
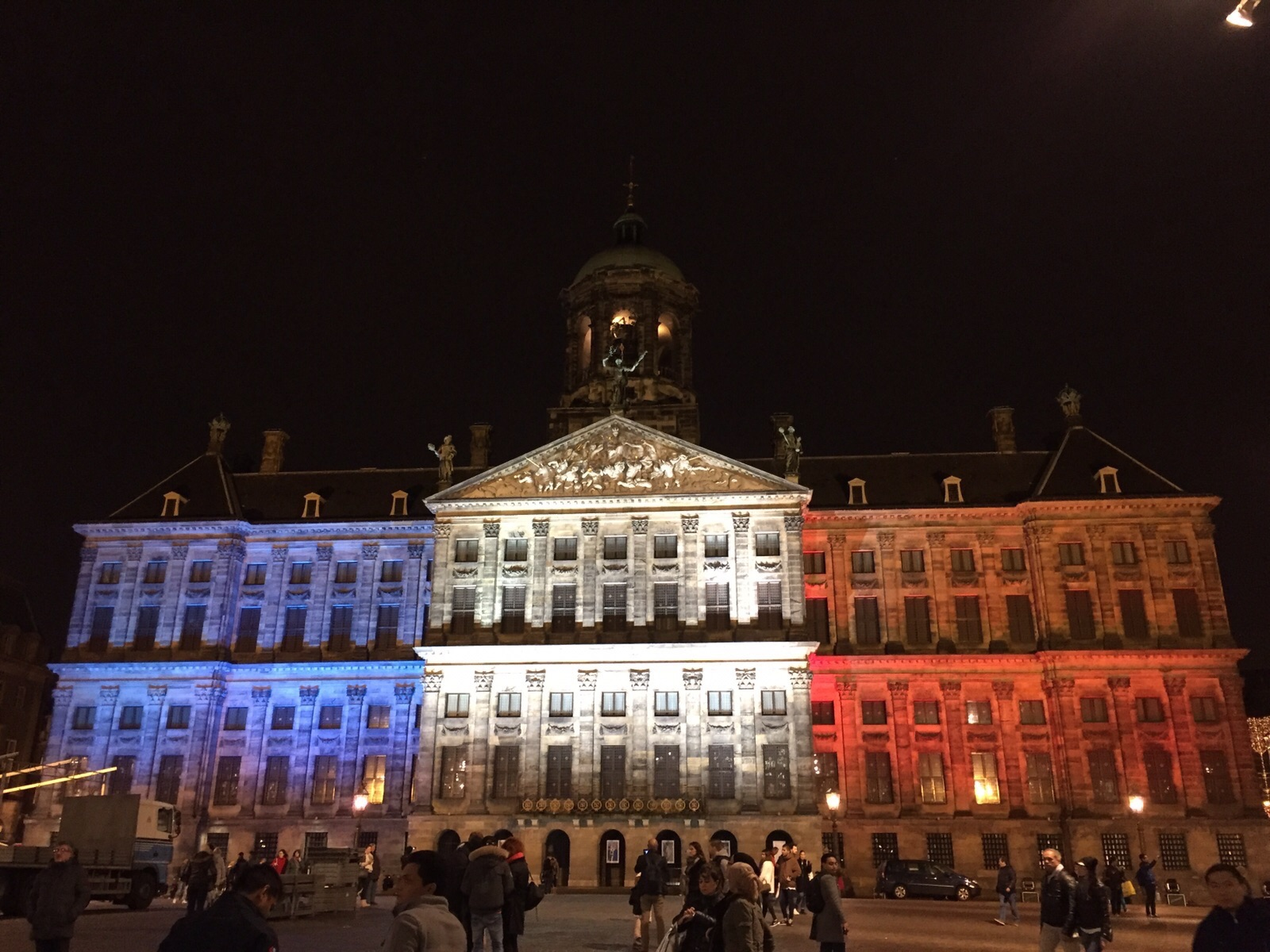
Palais royal d'Amsterdam (Pays-Bas).
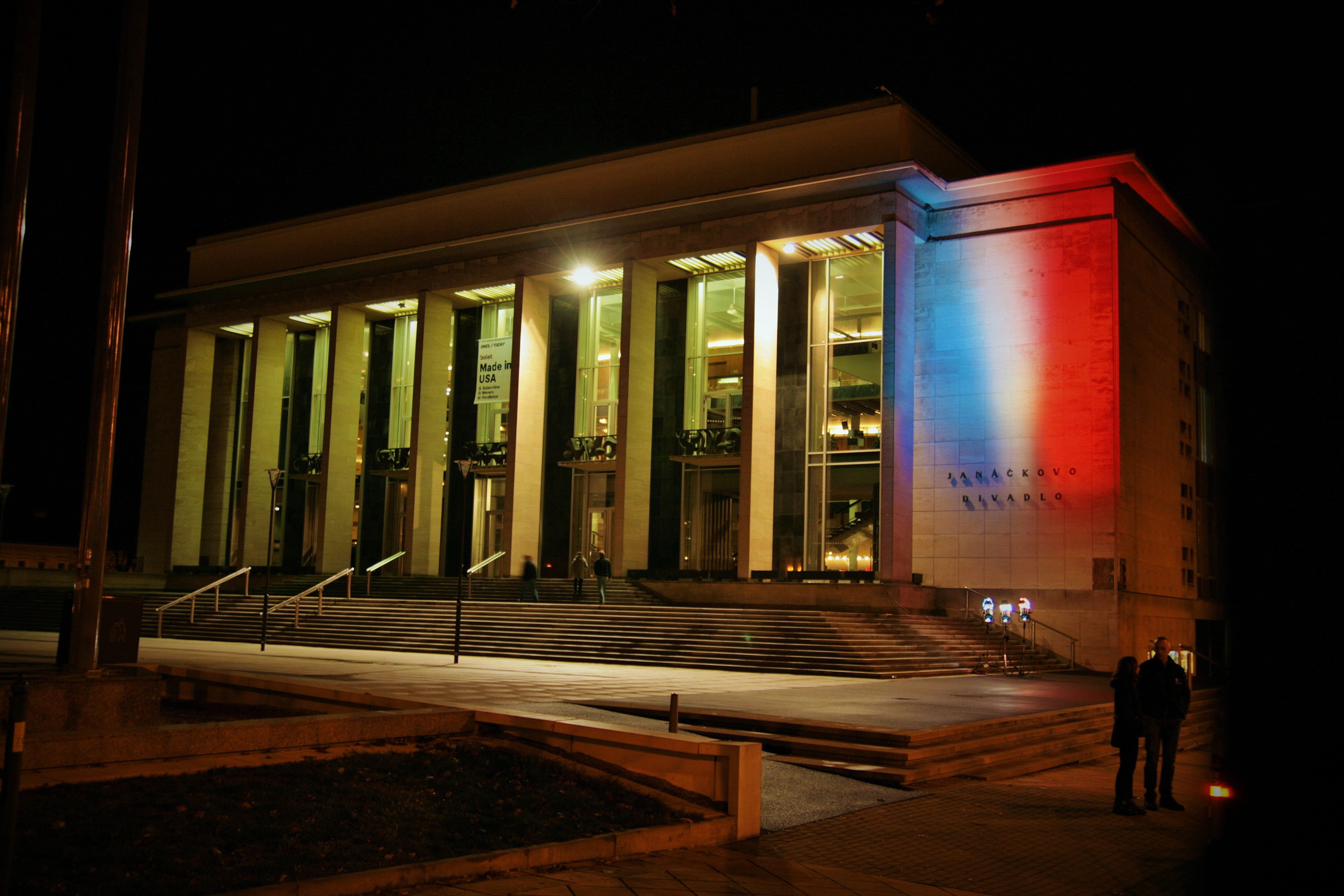
Théâtre Janáček, Brno (République tchèque).
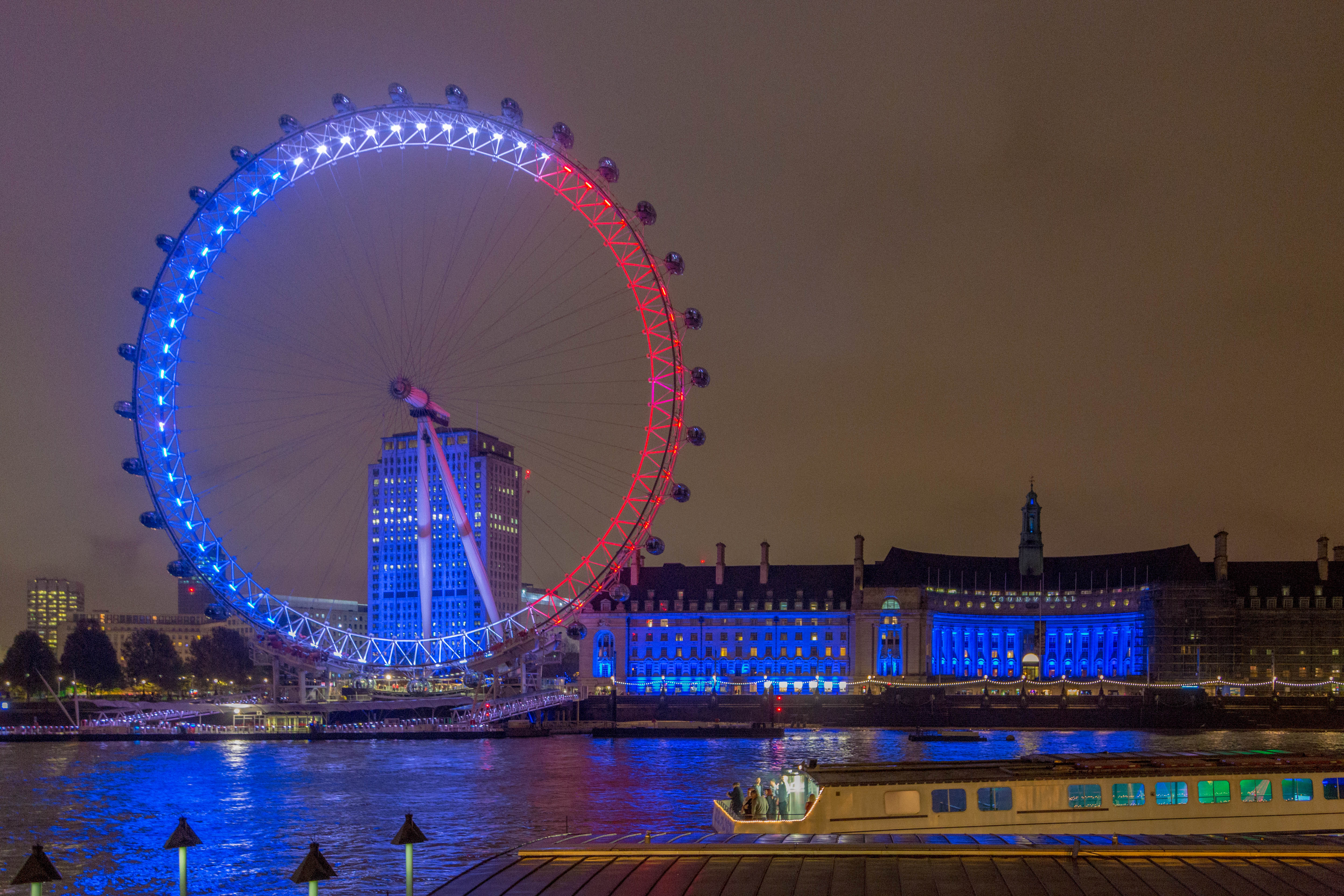
London Eye (Royaume-Uni).
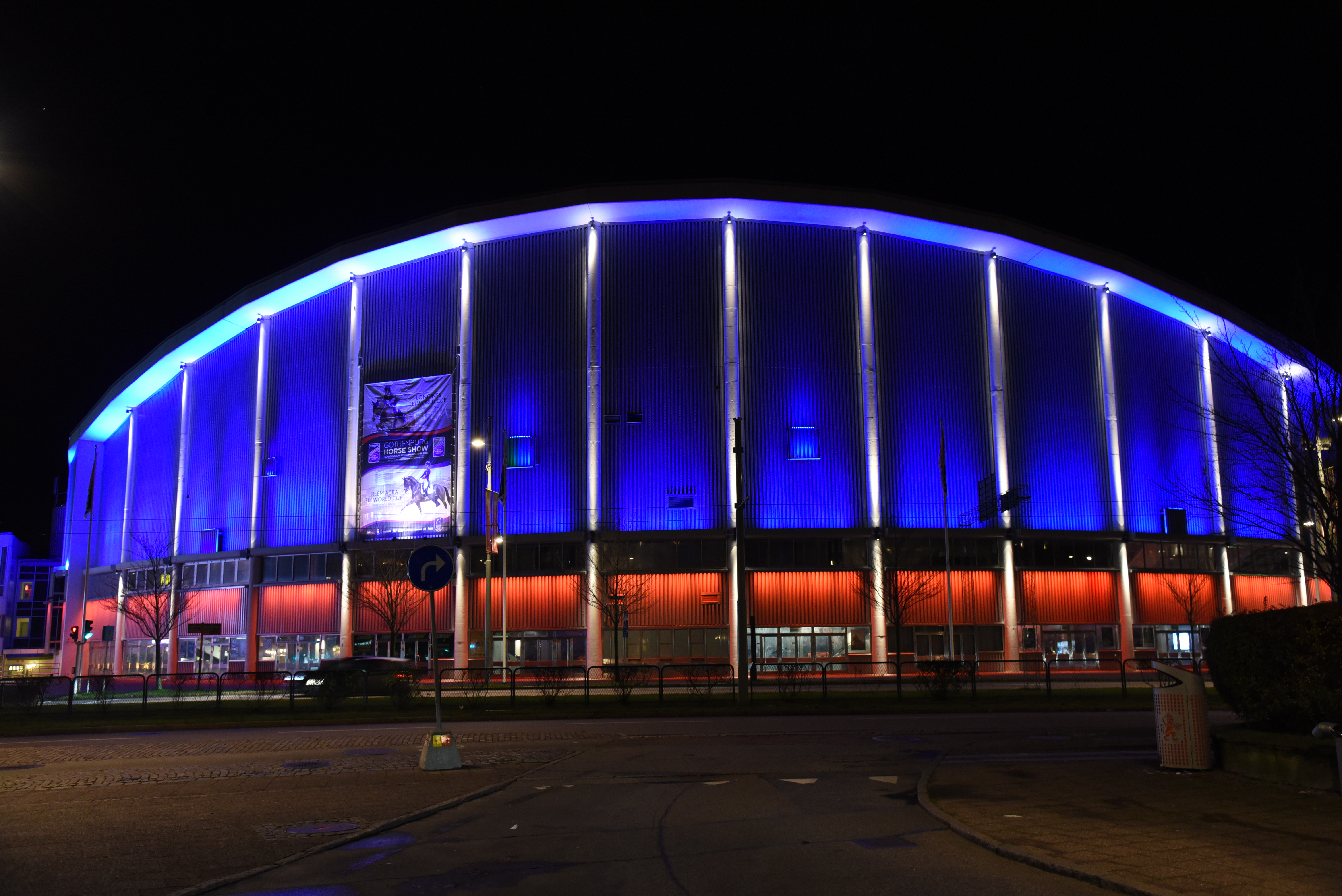
Scandinavium, Göteborg (Suède).
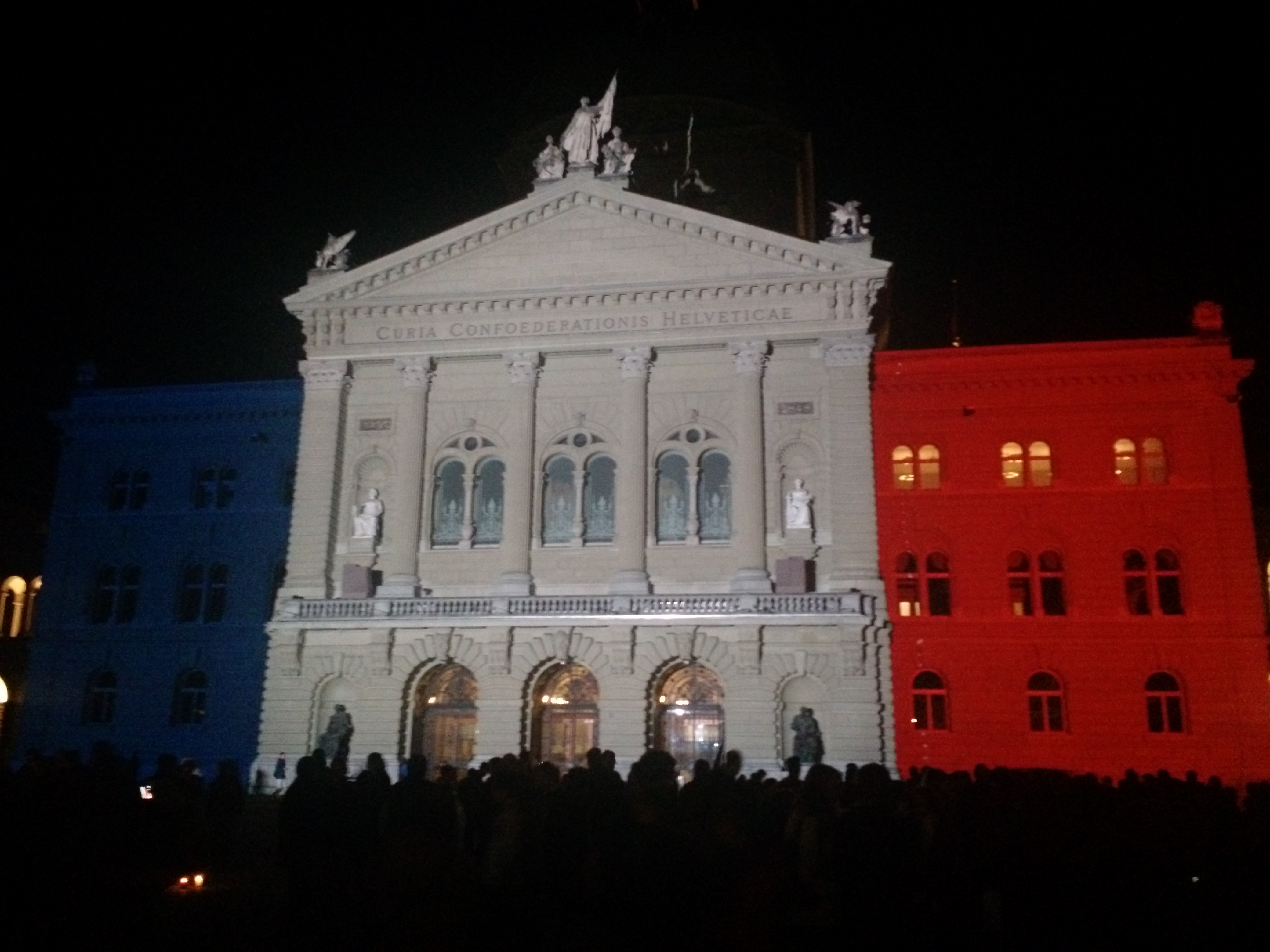
Palais fédéral, Berne (Suisse).
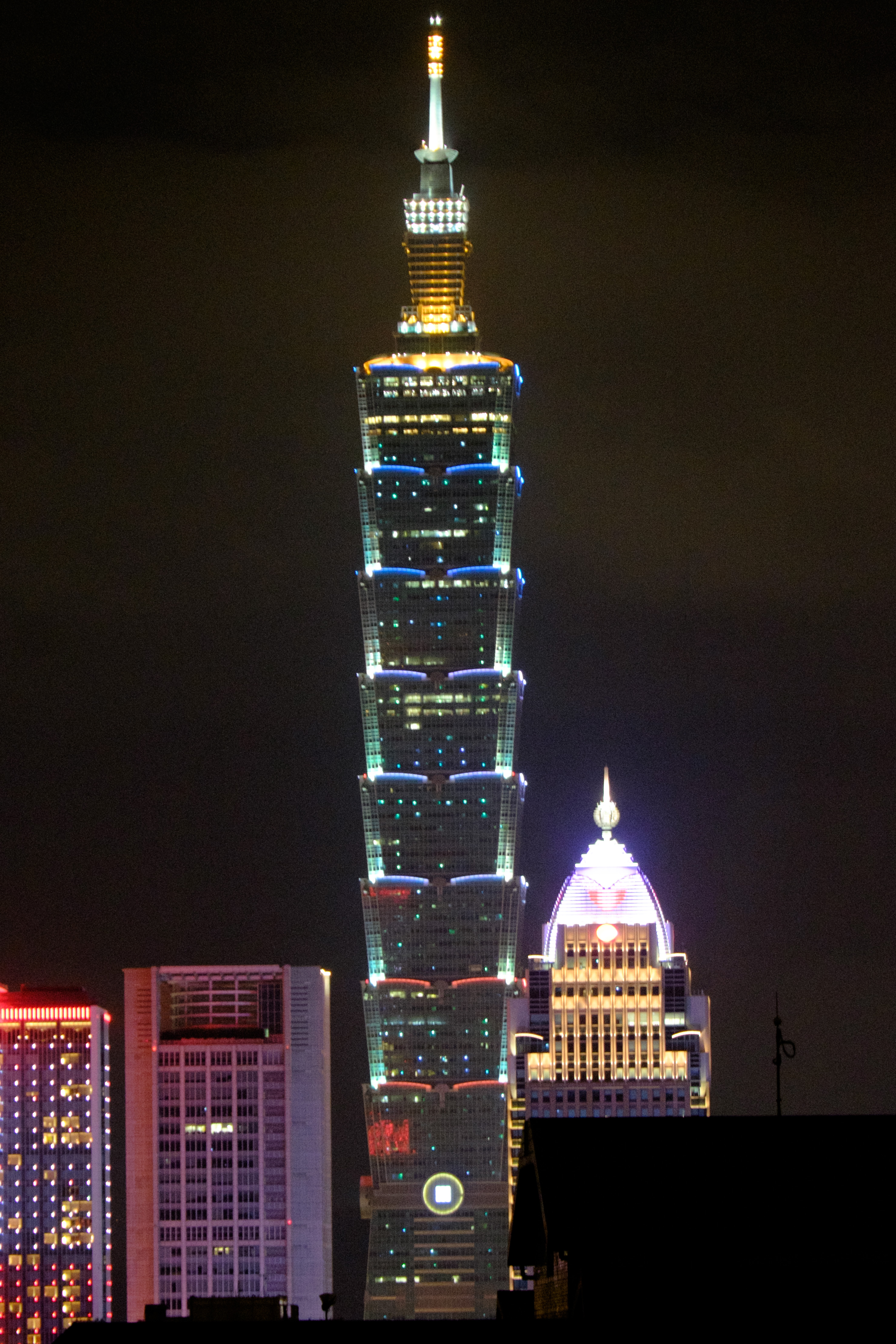
Taipei 101 (Taïwan).

On pourra également en compléments de cette galerie évoquer les lieux suivants :
- Paris (France) et Paris Las Vegas (États-Unis), qui ont éteint leur tour Eiffel (la capitale française a ensuite illuminé la tour Eiffel aux couleurs du drapeau français et de la devise de Paris)[92],[93] ;
- l'arche du Washington Square Park est éclairée aux couleurs de la France[94] ;
- la structure Expo Axis à Shanghai est illuminée[95] ;
- le palais royal d'Amsterdam revêt également les couleurs du drapeau français.
- La Gare de Tournai (Belgique) aux couleurs de la France.